# ظهير الدين بابر
السُلطَانُ الأَعظَم والخَاقَانُ المُكرَّم ظَهير اَلَدّين مُحَمَّد بَابُر پادشاه غازي بن عُمر شيخ بن أبي سعيد بن مُحمَّد بن ميرانشاه بن تيمور الگوركاني (بالفارسية: سُلطان اعظم وخاقان مُکرَّم ظهیرالدین محمد بابُر پادشاه غازى گورکانی، وبالأردية: سُلطان اعظم وخاقان مُکرَّم ظہیر الدین محمد بابر بادشاہ غازى گورکانی) (16 محرم 888 هـ - 6 جمادى الأولى 937 هـ الموافق فيه 14 فبراير 1483م - 26 ديسمبر 1530م) هو وريث عُمر شيخ ميرزا على عرش فرغانة، ومؤسس سلطنة المغول الهنديَّة، وهو كذلك مُؤسس سُلالة مغول الهند التيمورية التي حكمت شبه القارة الهندية طيلة 300 عام إلى أن انقضى أجلها بعد خُلع آخر السلاطين المغول محمد بهادر شاه سنة 1857م من قبل البريطانيين.
وُلد ظهير الدين بابُر سنة 888 هـ الموافقة لسنة 1483م لأمير فرغانة الميرزا عمر شيخ ابن سُلطان التيموريين أبو سعيد ميرزا الذي قسم مُلكه لأربعة من أولاده، فكان من بينهم عمر شيخ والد بابُر وأمَّا أم ظهير الدين بابر فهي قُتلُغ نگار خانُم. تولى عرش فرغانة بعد وفاة أبيه وهو في الثانية عشرة من عمره، وذلك في عام 899 هـ الموافق عام 1494م، وبعد أن مات عماه ذهب أكبر خطر كان يهدده، وعندما كان يسترد أملاك أبيه الضائعة حول فرغانة قام بضم إقليم سمرقند حاضرة جده تيمورلنك، وبقي فيها مائة يوم ثم خرج منها ليقضي على ما أثاره أخوه جهانكير من القلاقل في فرغانة، ففقد سمرقند بعد أن انتهز صاحب بخارى الفرصة واستولى عليها ولم تلبث أيضاً في يده حيث أن شيباني خان الأوزبك قام بالتغرير به. ونزح بابُر إلى خارج بلاد ما وراء النهر بعد أن تركه جنده وأقرباؤه، وأيضاً بسبب ملاحقة شيباني خان له، فذهب إلى بلاد كابل وغزنة. وبعدما هزم الصفويون شيباني خان، اتصلوا ببابر وأمدوه بجيش دخل به بلاد ما وراء النهر من جديد، ولمس بابر من سكان هذه البلاد كرهاً له حيث أنه حالف الصفويين الذي قاموا بمجازر كبيرة بحق السكان وأرغموهم على التشيع، فقام بالرجوع إلى كابل. بعد رجوعه إلى كابل ولى بابر وجهه صوب الهندستان بعدما استنجد به فريق من كبار الأمراء من بينهم دولت خان اللودهي وعلاء الدين علم خان وحرضوه على دخول الهند وإنزال سلطان دلهي إبراهيم اللودهي عن عرشه. قام بعد ذلك بعدة غزوات هندية تقدر بخمس غزوات، وقام بفتح بهيرة ولاهور، وخاض معركة پاني پت سنة 1526 التي انتصر فيها، ودخل آغرة وجلس على عرشها، وكذلك قام بالقضاء على الراجپوتيين في واقعة خانْوَه. فكانت وقعة آغرة التي تيسر لبابر فيها أن يقضي على الثوار الأفغان ثالث معركة حاسمة خاضها في الهند بعد معركتي: پاني پت وخانْوَه. وفي سنة 937 هـ الموافقة لسنة 1530م مرِض مرَض الموت وما لبث أن توفي. وخلفه على عرشه ابنه نصير الدين همايون. دُفن بابُر في آغرة بدايةً، ثُمَّ نُقلت رُفاته فيما بعد ووُريت الثرى في كابل، كونها كانت أحب بقاع الأرض إلى قلبه.
ترك بابُر بعد وفاته إرثاً كبيراً تمثّل بإنشاء دولة قوية استمرت زهاء ثلاث قرون شملت الشمال الهندي، وأصبح صاحب السلطان المطلق في الهندستان، وغدت دولته تمتد في رقعتها المترامية الأطراف من جيجون إلى البنغال ومن الهملايا إلى چندري وگواليار. وما غدا أولاده من بعده يزيدون في أراضيهم حتى خضعت لهم شبه القارة الهندية كلها. يُعد بابُر بطلًا قوميًّا في كُلٍ من أوزبكستان وقرغيزستان، وقد أصبحت الكثير من قصائده التي نظمها بيده أغانٍ فلكلوريَّة في الهند وبعض الدُول التُركيَّة المُجاورة، ومن أهم الآثار التي تركها: كتاب بابر نامه، الذي وضعه بِالتُركيَّة الجغتائيَّة ثُمَّ نُقل إلى الفارسيَّة في عهد حفيده جلال الدين أكبر على يد الشاعر عبد الرحيم خان خانان؛ وهذا الكتاب هو المصدر الأساسي لِحياة ظهير الدين بابُر. ويُعتقد أنَّ سبب اشتهاره بِلقبه «بابُر» أي «ببر» مردُّه صعوبة نطق اسمه العربي «ظهير الدين مُحمَّد»، بِلسان قومه الأصليين، أي اللسان التُركي المغولي.

## خلفية تاريخية
حكم سلاطين الدولة المغولية الهند قرابة ثلاثة قرون، فشهدت هذه البلاد في عهدهم نهضة وحضارة كبيرة، وكان مؤسس هذه السلالة ظهير الدين محمد الذي ينتهي نسبُه من ناحية أبيه إلى السُلطان التركي تيمورلنك، ومن ناحية أمه إلى خان المغول جنكيز خان. والمغول والترك كلاهما قد سبق إلى شبه القارة الهندية وكان لهما شأن خطير ودور هام في تاريخ آسيا الوسطى وبلاد الشرق الإسلامي. جاور المسلمون قبائل التُرك ببلاد أواسط آسيا ابتداءً من أواخر القرن الأول الهجري، وكانت قوافل التجار المسلمين تتوغل في آسيا الوسطى حتى بلغت الصين شرقاً وحوض الفولجا غرباً وكان هؤلاء التجار من أكبر الأسباب وأنشط الوسطاء في نشر تعاليم الدين الإسلامي، وانتشر الإسلام في بلاد ما وراء النهر أيام قُتيبة بن مُسلم الباهلي وذلك في أواخر القرن الأول الهجري، وبدأ الإسلام الجماعي للترك في القرن الرابع الهجري عندما أسلم خان قشغر «ساتوك بغراخان» الذي تسمى بهارون بن سُليمان، أمير القرة خانيين وأسلم معه أهل بلاده وفريق كبير من سكان تركستان الشرقية وإقليم خُطن. كذلك اعتنق السلاجقة الإسلام في القرن الرابع الهجري. في النصف الثاني من القرن الثامن الهجري ظهر تيمورلنك في بلاد ما وراء النهر الذي استوزره الأمير الجغتائي «إلياس بن تغلق تيمور» أمير سمرقند حتى انقلب الوزير على أميره واتخذ من سمرقند عام 771 هـ الموافق 1370م عاصمة له، واستولى على بلخ ونشر سلطانه ونفوذه في على القسم الغربي من بلاد جغتاي، وضم إلى ملكه أيضاً مغولستان وخوارزم وغيرها من البلدان، وعند وفاته اقتسم ولداه «جلال الدين شاهرُخ» و«معين الدين ميرانشاه». وقتل ميرانشاه وبقي الحكم لشاهرُخ الذي توفي في 850 هـ الموافق فيه 1446م وخلفه ابنه ألغ بك الذي قتله ابنه «عبد اللطيف ميرزا» بنفسه، وجاء بعده الأمير التيموري «أبو سعيد ميرزا» الذي ترك ملكه لأربعة من أولاده من أصل عشرة، فولى أحمد ميرزا إقليم سمرقند وبخارى وولى الُغ بك إقليم كابل وغزنة، وولى محمد ميرزا استراباد وهرات. ورابع هؤلاء الأربعة فهو عمر شيخ ميرزا الذي وُلي إمارة فرغانة.

## بداياته
إن المصدر الرئيسي لتفاصيل حياة بابر هي «بابر نامه» أو «واقعات بابري» والتي كُتبت باللغة الجغتائية التركية على يد ظهير الدين بابر نفسه، وتمت ترجمة هذ الكتاب إلى اللغة الفارسية على يد «عبد الرحيم خان»، وكان ذلك في عهد حفيده جلال الدين أكبر.

### مولده ونسبه
ولد ظهير الدين بَابَر يوم 16 محرم 888 هـ الموافق فيه 14 فبراير 1483م، في مدينة أنديجان، واسمه الكامل هو ظهير الدين محمد بن عمر شيخ بن أبي سعيد بن ميرزا محمد سلطان بن ميرانشاه بن تيمورلنك، وقد أطلق عليه الولي منير مرغياني اسم «ظهير الدين محمد»، حتى صعب على عشيرته من الأتراك والمغول الجغتائيين التلفظ بهذا الاسم، فأطلقوا عليه من عندهم اسم «بابر» وهو اللقب الذي اشتهر به في التاريخ وعرفه الناس به، ويعني هذا الاسم باللغة الفارسية (النمر). أبوه هو عمر شيخ حاكم فرغانة والابن الرابع لأبي سعيد ميرزا ثامن حكام الدولة التيمورية، أمّه «شاه سلطان بيجوم». وصف بابر والده في كتابه بابر نامه فقال: «كان حنفي المذهب، صحيح العقيدة، مواظباً على الصلوات في أوقاتها. قد قضى جميع ما فاته من الصلوات، وكان يديم تلاوة القرآن، وكان من مربدي الشيخ عبد الله - وهو المعروف بخواجه أحرار - يحرص على صحبته والتبرك به، ويدعوه الشيخ ابنه… وكان يحب الأدب، قرأ منظومات: نظامي والمثنوى والشاهنامه، وكتباً في التاريخ؛ وكان قادراً على نظم الشعر، ولكنه لم يحفل به… وكان عادلاً تبين حبه للعدل من هذه الواقعة: بغتت عاصفة شديدة من الثلج قافلة آتية من بلاد الخطا على سفوح الجبال شرقي أنديجان. فلم ينج من ألف رجل إلا رجلان فلما بلغه الخبر بعث رجالاً أحرزوا أموال القافلة وأتوا بها فحفظها لأهلها مع احتياجه إلى المال. فلما عرف ورثتهم بعد سنة أو سنتين دعاهم وسلم إليهم أموالهم… وكان سخياً حسن الخلق فصيح الكلام حلوه، شجاعاً باسلاً يحسن الضرب بالسيف، وكان وسطاً في الرمي بالسهام شديد اللكم لا يثبت للكمته مصارع… إلى أن يقول: وكان يكثر من الخمر ولكنه اقتصد من بعد فكانت مجالس أنسه يوماً أو يومين في الأسبوع الخ… ويقول: كان عمر شيخ مرزا قصير القامة مستدير اللحية بدينا ممتلئ الوجه يلبس ثوباً ضيقاً جداً فإذا شد أربطته ضغط على بطنه وكثيراً ما تقطعت الأربطة بعد أن يشدها، وكان لا يتكلف في ملبسه ومأكله، يلف عمامته لفة واحدة، وكانت العمائم إذ ذاك أربع لفات وكان يلفها دون طيّ ويترك لها عذبة. ويلبس في أكثر أوقات الصيف خارج الديوان قلنسوة مغولية.» وأمّ بابر هي قتلغ نگار خانُم أ[›] الابنة الثانية ليونس خان المغول (حكم بين 1462م – 1487م) بن أويس خان حاكم مغولستان وخليفة والده، وينتمي إلى سلالة جنكيز خان، وأمّها وجدة ظهير الدين بابر هي «إيشان دولت بيجوم». ويقول عن أمه في سيرته كذلك: «وكانت بنت يونس خان الثانية أي قتلغ نگار، وقد رافقتني أكثر أيام كفاحي ومحني وتوفيت رحمها الله عام 911 هـ بعد استيلائي على كابل بخمسة أشهر أو ستة.. ويذكر أولاد أبيه فيقول: ترك ثلاثة بنين وخمس بنات، وكنت أنا ظهير الدين محمد بابر أكبر أبنائه وأمي تدعى قتلغ نگار.»

## في آسيا الوسطى

### حكم فرغانة

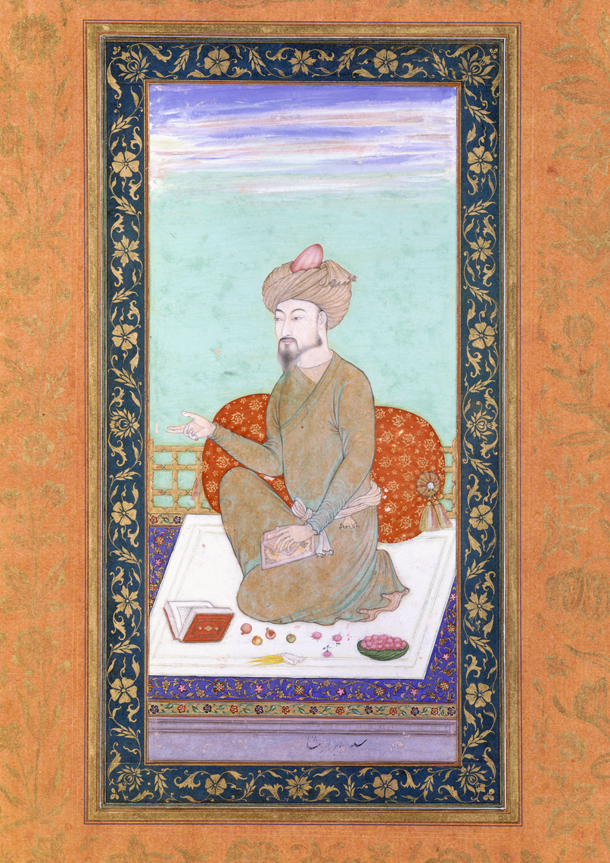
بورتريه ترجع للقرن السابع عشر للبادشاه ظهير الدين مُحمد بابر.

بعد أن تولى عمر شيخ ميرزا إمارة فرغانة كان يطمح إلى توسيع رقعة مُلكه فدخل في حروب متواصلة مع جيرانه من المغول وأصهاره وإخوته من الأتراك، وانتهى الأمر إلى تحالف أخيه صاحب سمرقند مع صهره محمود خان طشقند على غزو فرغانة، إلا أن عمر شيخ والد بابُر توفي في عام 899 هـ الموافق فيه 1494م على أثر سقوطه من أعلى حصن له، ووُلي بعده ابنه ظهير الدين محمد بابر إمارة فرغانة، وكان عمره لم يتجاوز الثانية عشرة، ولم يصل عمه «أحمد ميرزا» صاحب سمرقند ولا خاله خان طشقند إلى فرغانة وذلك بسبب غرق دواب الأول في انهيار أحد جسور قبا وتفشي الوباء في خيوله، فقنع بالهدنة معه، وكذلك فعل خاله حين حاصر مدينة أخشى فاستعصت عليه واعتلَت صحته فقرر الرجوع إلى بلاده.
بعد أن مات السُلطان أحمد ميرزا خلفه على عرش سمرقند أخاه «محمود ميرزا» الذي كان قد وسَّع من رقعة أراضيه بإقليم حصار حتى بلغت حدوده الهندكوش وضمّت الصاغانيان وبلاد الختّل وبدخشان، وتوفي سُلطان سمرقند الجديد وهكذا توفي اثنين من أعمام بابر وذهب أكبر خطر كان يهدده. وعندما كان يسترد أملاك أبيه الضائعة حول فرغانة، قام بضم سمرقند ب[›] حاضرة جده تيمورلنك القديمة والتي قام بانتزاعها من ابن عمه «بايسنغر ميرزا» ابن عمه محمود في مستهل عام 903 هـ الموافق فيه 1497م. وبقي بابر مائة يوم بسمرقند، ثم خرج منها ليقضي على ما أثار أخوه جهانكير من الضوضاء في فرغانة، فانتهز «علي ميرزا» صاحب بخارى هذه الفرصة واستولى على سمرقند بعد أن هزم حاميتها. ولم تلبث سمرقند أيضاً في يد الحاكم الجديد إذ أن خان الأوزبك «شيباني خان» أخرجه منها بعد أن غرروا به بعد عدة شهور.

### في كابل وغزنة

وُلد لبابُر بعد عودته إلى كابل بقليل ابنه نصير الدين محمد همايون وكان ذلك في أواخر عام 913 هـ الموافق فيه 1508م، واتخذ لنفسه في هذه الأثناء لقب «البادشاه» الذي لم يحمله أخد من الأمراء التيموريين قبله إذ كانوا لا يعرفون سوى لقب «ميرزا».

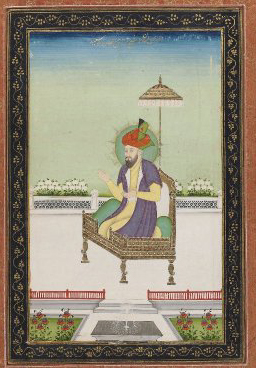
والدُ بابر عمر شيخ ميرزا، وُلد في سنة 1469م وتوفي في عام 1494م.

أخرج بابر من بلاد ما وراء النهر على يد حاكم آخر يتحدر من جنكيز خان أيضا، وهو محمد شيباني خان.

عقد بابُر العزم على التوجه إلى إقليم خطان عند الصين الشمالية مبتعداً عن بلاد ما وراء النهر بعد أن تمكن منه اليأس حين رأى أغلب جنده يتركه وعدم استجابة أقاربه حين استنجد بهم، ولم يغنه ما أمّده به خالاه المغوليان: أحمد خان مغولستان ومحمود خان طشقند من الجنود حتى قدم إليه كلاهما، إلا أن خان الأوزبك أسرهما وانطلق بعد ذلك في مطاردة بابر، وهذا ما حمله أيضاً على النزوح من بلاد ما وراء النهر. ظل بابر بعد أن أفلت من يد شيباني خان الأوزبك يضرب مدة على غير هدي في منطقة تلال أسفرا التي تفصل فرغانة عن إقليم حصار، حتى قرر المسير إلى خراسان عند ابن عمه السُلطان «حسين بيقرا»، فغادر فرغانة في محرم عام 910 هـ الموافق فيه 1504م وهو في مستهل الثالث والعشرين من عمره، ورجاله دون الثلاثمائة، وعند بلوغه حنوب إقليم حصار أنضم إليه «خسرو شاه» صاح حصار بقواته وجموع من عشائر الأبل والأولوس الهاريبن من الأوزبك.بعد أن رأى بابر أن بلاد ما وراء النهر غدت كلها بيد هؤلاء الأوزبك وأن خراسان هي محط أنظار شيباني خان الأوزبك وهدفه القادم في الأغلب. وكانت أرض كابل وغزنة أخذت الفوضى تعمها واضطربت أحوالها بعد وفاة سلطانها الُغ بك بن السُلطان أبي سعيد ميرزا، ويسر هذا عليه امتلاكها في عام 910 هـ الموافق فيه 1504م دون إراقة الدماء فيها، بعد أن ضمن لآل أرغون حكامها الأمان في قندهار.

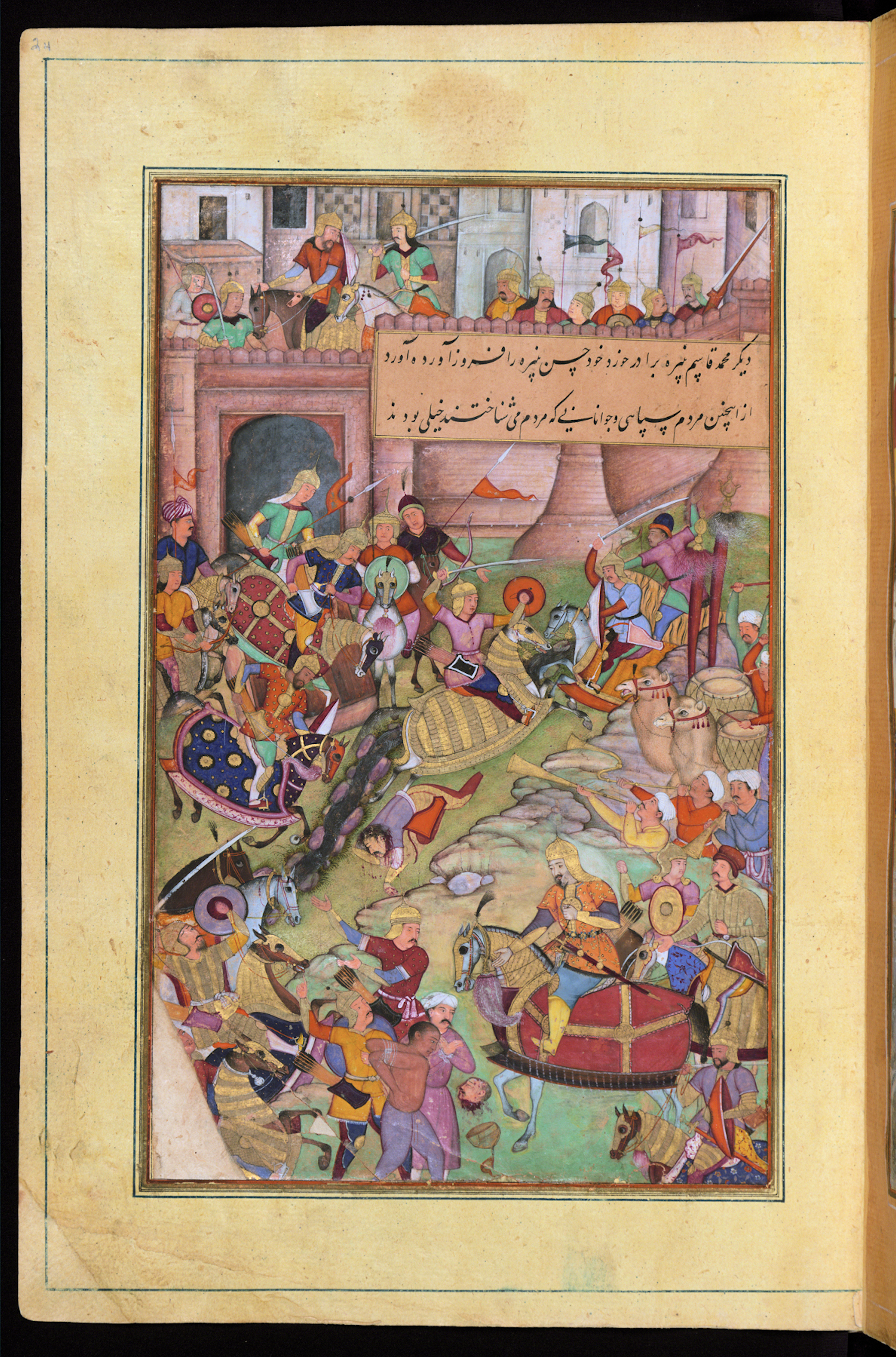
منمنة تظهر سقوط سمرقند.

بعد أن أستقر بابر في مقامه الجديد وفرغ من تنظيم شؤون دولته الجديدة، انطلق في غزوات خفيفة لمشارف الهندستان ومنازل الخِلجيين. وعلم أن شيباني خان قد خرج من سمرقند في خمسين ألف جندي في أواخر 912 هـ الموافق فيه 1507م واقتحم خراسان وقتل الكثير من أبناء السلطان حسين بيقرا وقام بسبي نسائهم، وقام جنوده بقتل السكان وانتهاب الأراضي، وذهب من هناك إلى قندهار، إلا أن شيباني خان الأوزبك اضطر للعودة بسرعة بسبب مباغتة الثوار لحصن نيره تو عند هرات وكان فيه نساؤه وأمواله.
واشتبك شيباني خان من بعد ذلك في صراع عنيف مع شاه الفرس إسماعيل الصفوي، وذلك بعد أن بعث له في عام 914 هـ الموافق فيه 1508م تهديداً باجتياح بلاده إن لم يعدل عن مذهب التشيع وأن يتوقف عن حمل الناس عليه قهراً. وبعث شاه فارس إلى الخان الأوزبكي رسالة سأله فيها بلطف أن يمنع تسرب جنده إلى أراضيه عند الجنوب من خراسان وكرمان، فرد عليه الخان شيباني برسالة مفعمة بالسباب وسخر منه في ادعاء ملكاً لم يكن له، وطواها على عكازة وطبق كبيرة من البوص (أراد بذلك أن يعرض بأبي إسماعيل الذي كان درويشاً) فكانت الحرب. وتوغل الشاه الصفوي في خاراسان ودخل مشهد واقتحم هرات وبلغ مرو فامتنع بها شيباني خان عليه، فعمد إلى خدعة هلك فيها الخان وقواته، بعد أن استدار بجيشه في اتجاه العراق حتى ظن الخان الأوزبكي أنه رحل، فكمن الشاه إسماعيل على بُعد مسيرة عشرة أميال من المدينة وحين خرج شيباني في عشرين ألف من الجنود وقع في الكمين، ولقي وقواده حتفهم.

### في سمرقند
بعد هزيمة الأوزبك أراد بابر استعادة بلدان أجداده، وقوى من عزيمته دعوة البدخشانيين له بالمسير إليهم وقدوم سفراء الشاه الصفوي إليه ومعهم رسالة منه وفي صحبتهم أخته «خانزاده بيگيم» والتي كانت قد وقعت بيد شيباني خان بسمرقند، وأمد أيضاً إسماعيل الصفوي بابر بجيش توغل به في بلاد ما وراء النهر حتى سقطت بيده بخارى ودَخل مدينة سمرقند فخُطِ له من منابِرها منتصف رجب من عام 917 هـ الموافق فيه 1511م. لم يمض بابر أشهر قليلة بسمرقند، وذلك بعد أن صرف بابر جند الفرس عنه، حتى تمكن «محمود تيمور بن شيباني خان» من استرداد بخارى، وهزيمة جند بابر في ظاهر سمرقند، فبعث من جديد إلى الشاه إسماعيل الصفوي الذي أمده بقائده «أمير يار أحمد اصفهاني» الذي قام بمجزرة بسكان مدينة قَر ْشي حين وقعت بيده وقتل منهم خمسة عشر ألفاً. اجتمع بعد هذا الأوزبك ومعهم السكان في محاربة الفرس واجتمعوا عند غجديوان واشتبكوا مع الفرس في قتال انتهى في رمضان من عام 920 هـ الموافق فيه 1514م وانتهى بهزيمة الفُرس ومقتل قائدهم أحمد اصفهاني المعروف بنجم ثاني. أصبح سُكان هذه المدن كاهرين لبابر لأنهم رأوا فيه أنه قام بالمساندة والوقوف بجانب الصفويين الذين قاموا بمجازر كثيرة وعلى الأخص في قَر ْشي وقضوا على قسم كبير من عُلماء أهل السُنة والجماعة،ت[›] ورجع بابر إلى كابل.

## قيام سلطنة مغول الهند

### فتح الهندستان

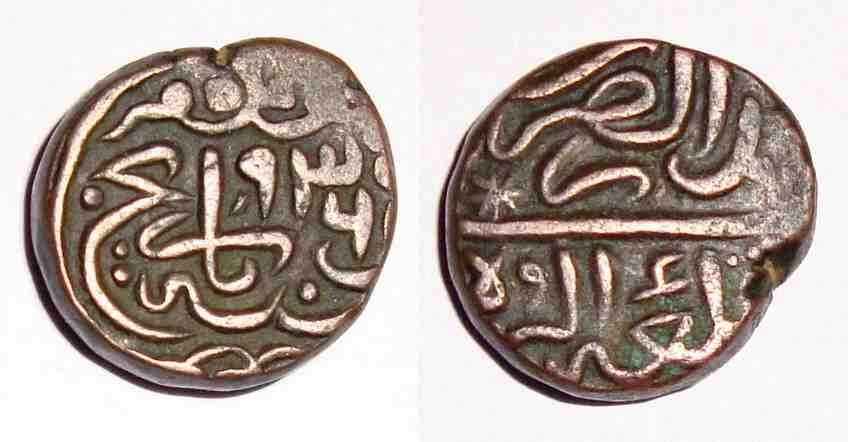
قطعة نقدية ضربت في عهد بابر استناداً إلى مسكوكة بهلول اللودهي، بقلعة آغرة، سنة 936 هـ.

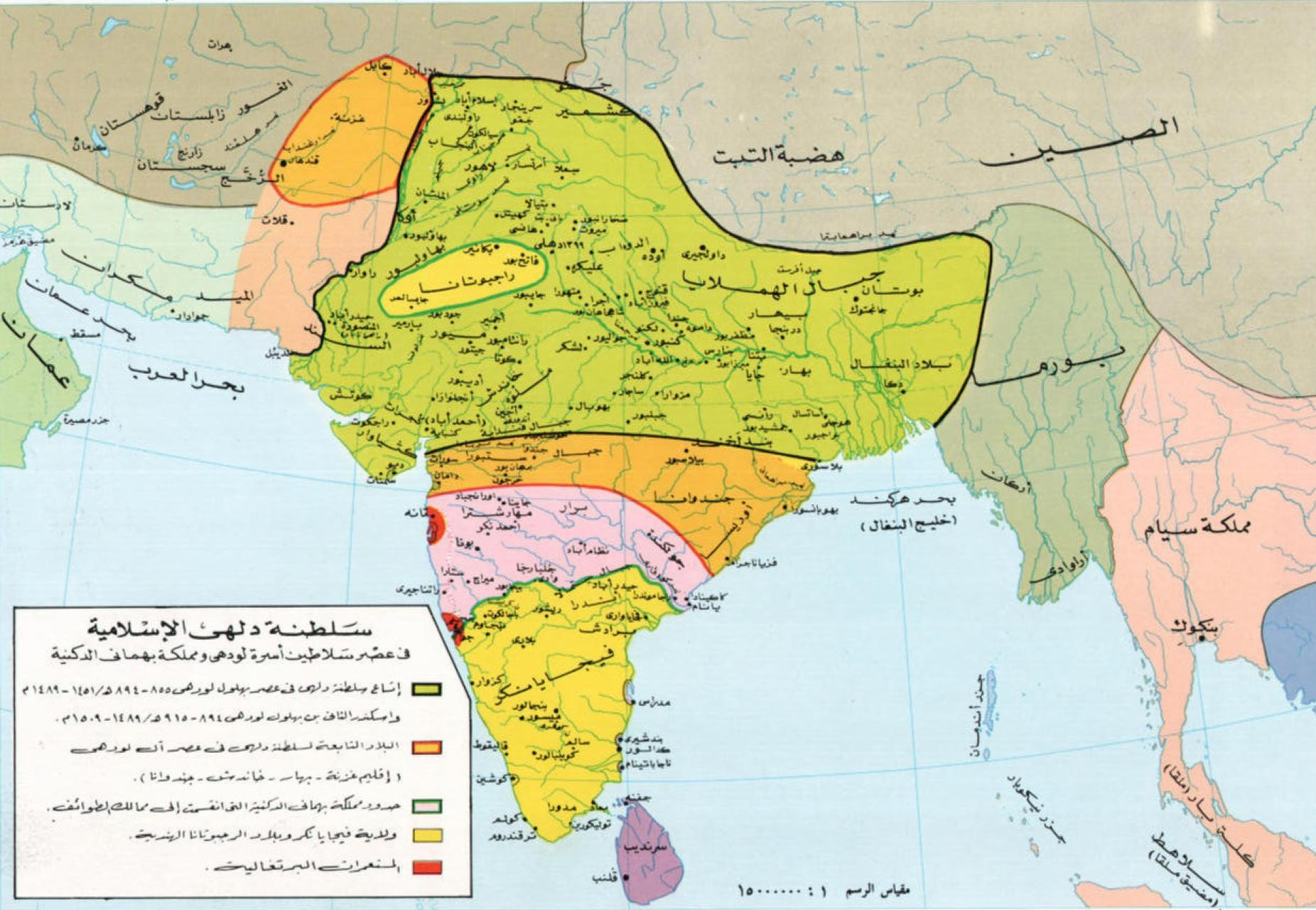
البلاد التي حكمها الأفغان (بالأخضر) قُبيل مجيء بابُر إلى الهند وضمِّها إلى ممالكه.

بعد رجوع بابر لكابل ولى وجهه صوب الپنجاب والهندستان والتي سبقه أجداده إليها من قبل، وكانت الهندستان حين أقبل بابر عليها في أوائل القرن العاشر الهجري مسرحاُ للاضطرابات والفوضى في ظل حكومة ضعيفة بالرغم من ثرواتها واتساع رقعتها، ولم تكن تملك تلك الوحدة المتماسكة التي شهدتها أيام كبار الغزنويين ومن خلفهم عليها مثل شهاب الدين الغوري وقواده وعلاء الدين الخلجي وغياث الدين تغلُق. وحاول السلاطين اللودهيون الأفغان أن يستعيدوا لهذه البلاد مجدها السابق، فنجحوا بذلك، فأتيح لبهلول اللودهي أن يسترد حدود دلهي القديمة وبسط نفوذه على رقعة كبيرة من الأرض، ثم خلفه ابنه اسكندر بعد فأضاف إلى بلاده منطقة الدوآب وأخضع لسلطانه الرجپوتانة ووثق علاقاته بحكام البنغال. كان عمال دلهي على ولاياتها عند اللودهيين من الأفغان من قبائل لودهي وفرهولي ولوحاني، وكانت يعلمون جيداً أن الدولة قامت بسيوفهم وبرجالهم، فمناصبهم ليست بمنحة من سلطان دلهي إنما هي حقهم الطبيعي والثابت. وحين خلف السلطان اسكندر ولده إبراهيم مال إلى امتهان الأمراء والانتقاص من حقوقهم، فاجتمعوا فيما بينهم على التراجع عن بلاطه إلى ولاياتهم لإثارة الاضطرابات عليه بأوده وجونفور بهار وللتصريح بخروجهم على سلطانه. وقطعت كل من البنغال ومالوه والگُجرات العلاقات مع العاصمة، وقام رانا سنگا صاحب اُدايپَور وأقوى أمراء الهنادكة في زمنه بتزعم حلف عقده مع أمراء الرجپوتانة بهدف القضاء على سلطان المسلمين في الهند كلها.
انطلق فريق من كبار الأمراء وفيهم دولتخان اللودهي أمير الپنجاب وعلاء الدين علم خان عم السُلطان، يستنجدون بابر في كابل ويحرضونه على دخول الهند ومعاونتهم في إنزال سُلطان دلهي عن عرشه. ويُذكر أن بابر يردد القول دائماً في سيرته أنه منذ أن استقر بكابل كان يعزم على التوجه إلى الهندستان، ففضلاً عما كان لجده السلطان أبي سعيد من أملاك عند أطراف الپنجاب والسند، كان يرى في نفسه أنه الوريث الشرعي لها حتى بعث إلى السلطان إبراهيم اللودهي صاحب دلهي يطالبه بها، بعد أن رأى استحالة عودته إلى بلاد ما وراء النهر التي ثبت الأوزبك أقدامهم فيها، وبات حلفاؤه وأصدقاؤه الصفويون يسيطرون إلى خراسان وما حولها. وأتيح لبابر أن ينحدر من الهندكوش إلى مشارف الپنجاب وسهوله القريبة في غزوتين ناجحتين بلغ بهما بهيرة ورجع منهما بكثير من الغنائم وبقدر من المعلومات المفيدة عن الهند وأهلها ومحاربيها، وأحوال حكومتها، حتى استعداه بعض أمرائها على سلطانهم فخرج إليها في غزوتين أخريين بلغ في أولهما لاهور قصبة الپنجاب ودخل في الثانية آغرة فجلس على عرش الهند وأقام بها دولته. يقدر بعض المؤرخين غزوات بابر الهندية خمس غزوات، فمنهم من يضيف في حسابه مجولة عند مشارف الپنجاب للاستطلاع، ومنهم من يضيف إليهم خروجه إلى بشاور لتأديب القبائل الخارجة عليه.

### غزو بهيرة

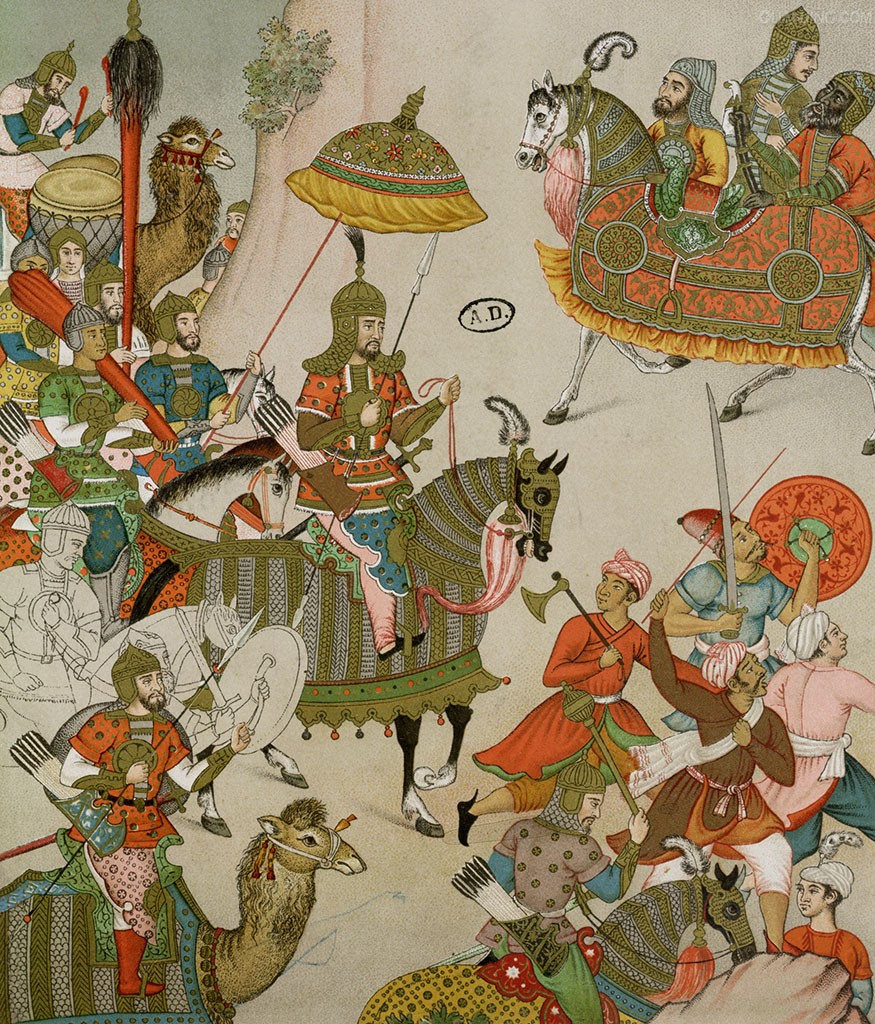
بابر برفقة جيشه.

خرج بابر من عاصمته كابل في شهر محرم من عام 925 هـ الموافق فيه 1519م فاجتاح حصن بچور على حاميته برغم استبسالها الذي كلفها ثلاثة آلف من الأرواح (رأى رجال هذا الحصن البنادق لأول مرة، وسخروا من عدوهم في البداية وهم يشعلونها، حتى انطلقت وأصابت الكثيرين منهم وبلغ منهم الخوف مبلغه)، وعبر نيلآب وجهلم من روافد السند وأقبل عليه زعماء القبائل يعلنون ولاءهم له، فبسط نفوذه على مناطق جينآب وخوشآب جينوت وكانت كلها من أملاك التيموريين السابقة، وغيرها من البلدان. ونصحه رجاله أن يصالح سلطان دلهي على رد جميع أملاك التيموريين بالپنجاب إليه ويعود إلى بلاده، وقبل بابر هذا الرأي بسبب ضيق رجاله من حر الهند اللافح. ولم يكد بابر يمضي بكابل شهراً واحداً بعد أن عاد إليها، حتى أرتد إليه نائبه على بهيرة وما حولها لخروج الهنود والأفغان عليه وعجزه على القضاء على عصيانهم بسبب قلة قواته. وأدى إلى تعويق خروج الپادشاه إلى الپنجاب من جديد ما كان من خروج بعض قبائل الأفغان عليه ببلاده حتى انتهى إلى تعزيز حصون بشاور بحاميات قوية نستطيع السيطرة على منازل «الأفريدي» و«الوزيري» وخضر خيل فيما حولها. ولم يكد يبلغ مشارف بيهرة من جديد عام 926 هـ الموافق فيه 1520م حتى بلغه انقضاض شاه بيك أرغون على قندهار وإعماله السلب فيهما حولها من أراضي، فارتد إليه فوراً فأخرجه منها ونصَّب عليها ثاني ابنائه كامران، كما استولى أيضاً على بدخشان فأقام عليها ابنه الأكبر همايون. حتى إذا ما تم له ذلك كله فوفد إليه رسل بعض الأمراء الأفغان اللودهيين يستنجدون به على سلطانهم صاحب دلهي، فشرع في إعداد العدة لغزوة هندية كبرى انتهت باستيلائه على أجزاء كبيرة من الپنجاب ودخول عاصمته لاهور.

### في لاهور
خرج بابر من كابل في مستهل عام 920 هـ الموافق فيه 1524م فما إن أشرف على لاهور حتى التقى بجيش قوي لدلهي فهزمه ودخل المدينة الكبيرة بعد ذلك فأباحها لجنوده أربعة أيام وأشعل النيران في أبنيتها وأسواقها، ثم اتجه من بعد ذلك صوب دپالپور فاستولى عليها بعد أن أنزل بحاميتها مذبحة كبيرة. ولحق بابر في دپالپور أمير الپنجاب «دولتخان» الذي كان قد استنصره على السلطان اللودهي من قبل، وقد كان دولتخان يظن أن بابر سيعود إلى بلاده بعد هذه المعارك وأن يترك البلاد لحلفائه من أهلها، فما غدا حين لمس إهمال بابر له، حتى قام مع أولاده بالتآمر عليه حتى كادوا يوقعون به، وقد انتهى أمرهم جميهاً بالحبس بعد أن انطشف أمرهم. واتخذ بابر من بعد ذلك طريقه إلى دلهي، حتى وصله خبر فرار دولتخان مع ابنه «غازي خان» من أسرهما، فقام بالارتداد فوراً إلى لاهور خوفاً من قطع خط الرجعة عليه وعلى قواته، ليرغمه ظهور الأوزبك عند بلخ من بعد ذلك على العودة إلى كابل، وترك بالپنجاب حامية قوية من رجاله كفلت له إقرار الأمور هناك ودفعت عن عاصمة الإقليم قوات دولتخان وأنزلت بها هزيمة شديدة. وسخط دولتخان من حفاوة بابر بعلاء الدين علم خان عم سلطان دلهي حتى ولاه دپالپور، ثم أمده بالجند حين قصد إليه في مقامه بكابل وأمر قواده بلاهور أن يسيروا معه إلى دلهي فإذا دخلوها أجلسوه على عرشها، واحتال على الأمير اللودهي حتى انقاد له وقبِل صحبته في زحفه إلى عاصمة الهند بالرغم من تحذير قادة بابر في لاهور له منه، وقد تصدى لهم السلطان اللودهي عند ظاهر دلهي وأنزل بهم في الليل هزيمة حاسمة تشتت على أثرها شملهم، حتى قام فريق كبير من القادة بالاختباء في الجبال، وقام فريق آخر بالانضمام إلى قوات دلهي.

### واقعة پاني پت

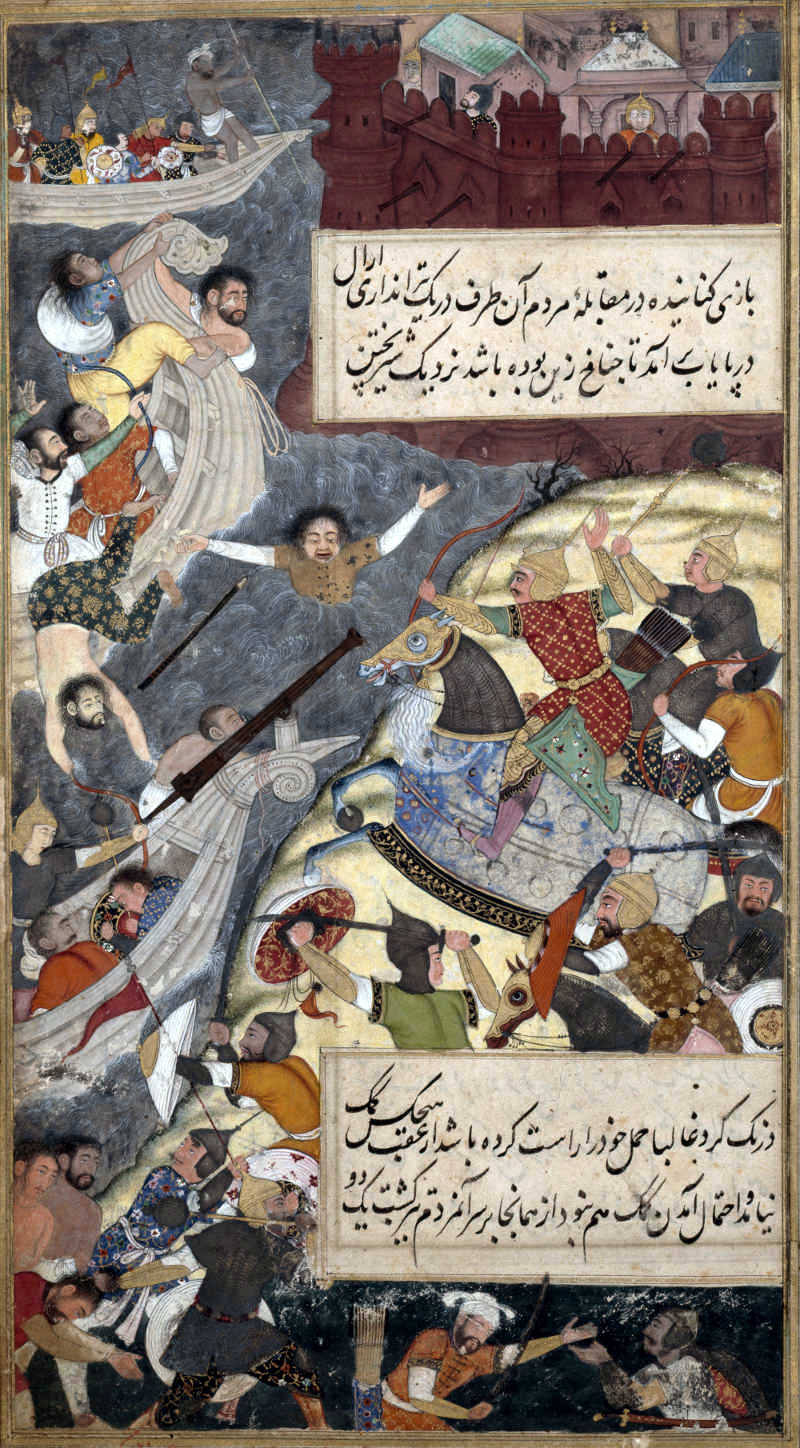
بابر يعبر نهر السند.

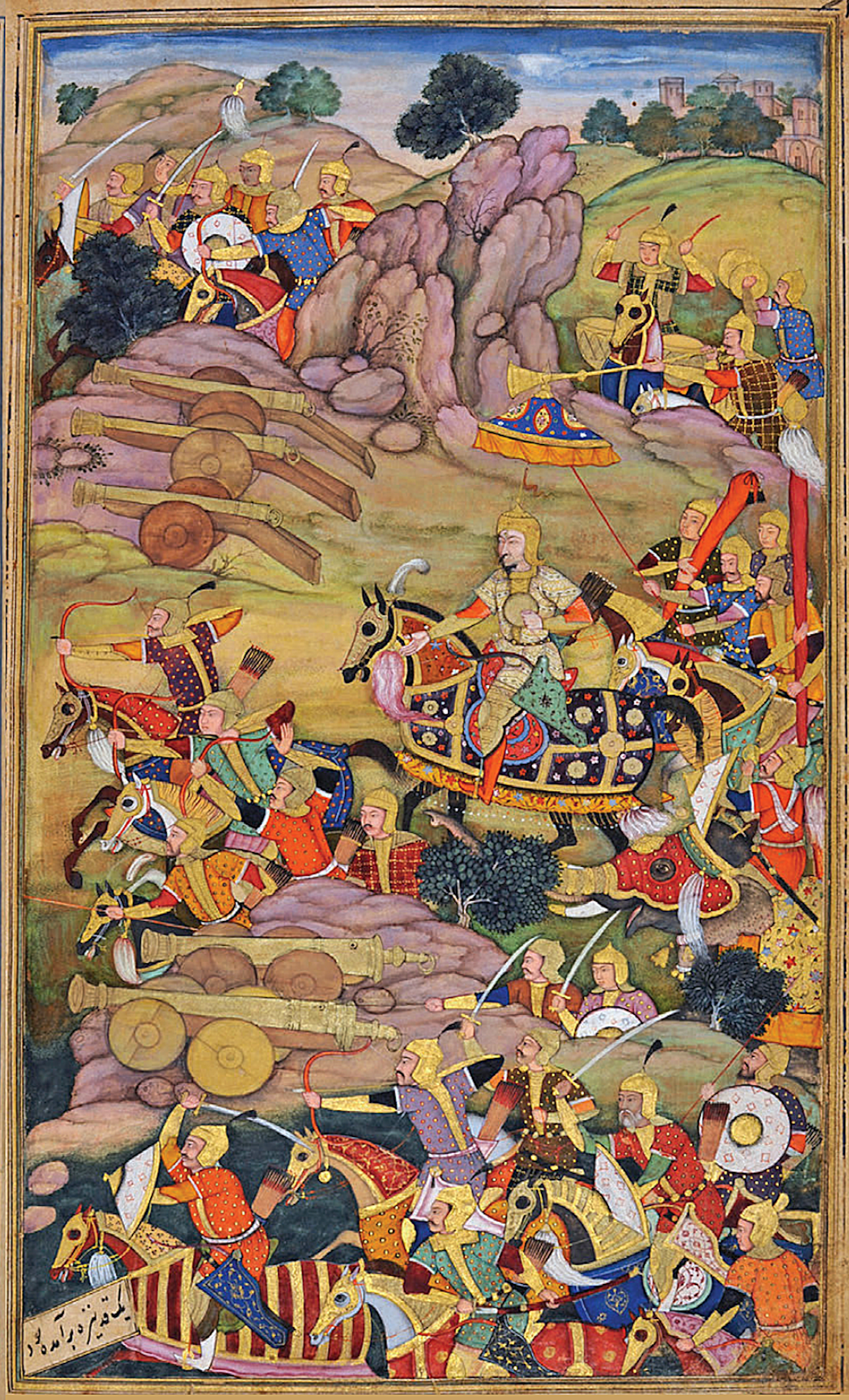
قوات بابر خلال واقعة پاني پت. مُنمنمة من البابُر نامه وُضعت خلال عهد حفيده جلال الدين أكبر.

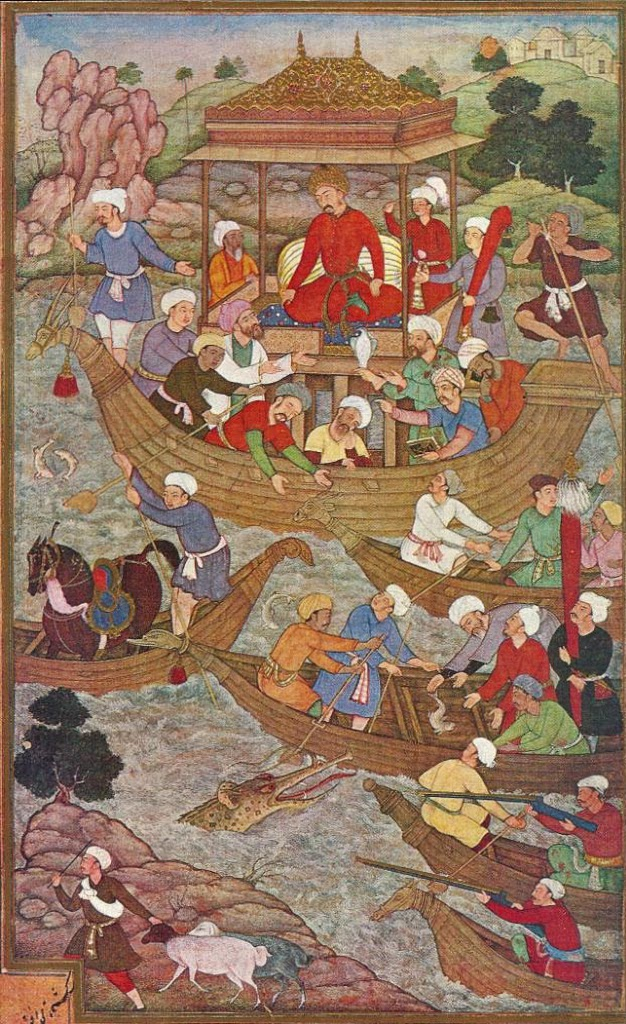
رسم للفاتح التيموري بابر عابراً نهر الابن.

لم يكد بابر يؤمِّن مؤخرته عند بلخ من خطر الأوزبك حتى شرع يعد العدة ليتم ما بدأه من فتوحه الهندية معتمداً على قواته وحدها هذه المرة. فخرج من كابل في شهر صفر من عام 932 هـ الموافق فيه 1525م في غزوة الفتح آخر غزواته الهندية وأعظمها، فقد تم له فيها القضاء على مُلك اللودهيين والجلوس على عرشهم في آغرة ليبسط نفوذه من بعد ذلك على الشمال الهندي ويمارس حكمه حتى وفاته. واجتمع له بكابل اثنا عشر ألف جندي عبر بهم السند، حتى إذا بلغ شاطئ جهلم بعث إلى قواده بلاهور ليوافوه بمقامه، بعدما بلغه أمر دولتخان مع الأمير اللودهي علاء الدين علم خان وزحفهما معاً إلى دلهي وهزيمتهما من بعد ذلك، ولم يشأ أن يواصل زحفه إلى غايته قبل تأمين خطوطه، فبعث بفريق من قواته للقبض على دولتخان وأولاده ففعلت ذلك، فدخل بابر من بعد ذلك في «حصن ملوت» واستولى على ما به من أموال وذخائر. وحين اطمأن بابر إلى تأمين خطوطه في الپنجاب واصل المسير برفقة جيشه حتى بلغوا نهر چمنة فنزلوا في مواجهة بلدة سرساوه وبعثوا فرق استطلاعية ليكتشفوا مواقع عدوهم وتقصي الأخبار، وهناك استقر الرأي بين قادة بابر على دخول المعرك الفاصلة مع عدوهم فعبأوا قواتهم وفق تشكيلات العثمانيين، ورُبطت عربات الحرب بالسلاسل وأربطة الجلد جنباً إلى جنب
وتخللتها التوات (التورة هي جنة دروع تصنع على هيئة نسيج السلال من الخسك والأغصان لتقي رجال البنادق من السهام)، واصطف حملة البنادق من ورائها، ثم زحف الجمع إلى پاني پت حيث مُعسكر السُلطان الودهي إبراهيم، فنزلوا بظاهراه في آخر شهر جمادى الآخرة من عام 932 هـ، وقد كانت قوات بار تحصى باثني عر ألف جندي فقط وفي المقابل كان عدد جيش السلطان اللودهي يصل إلى المائة ألف من الجندد ومعها ألف من الأفيال، ولم تمض هذه القوات بهذا المكان ثمانية أيام حتى التحمت معاً في قتال عنيف، أفلحت فيه فرق المناوشة عند جناحي الجيش المهاجم في آخر الأمر في أن تفصل مؤخرة عدوها عن ساقته، ولم ينته اليوم حتى قضى الپادشاه بابر على قوات عدوه قضاء مُبرما وسقط في الميدان خمسون ألف قتيل توسطهم السلطان إبراهيم اللودهي صريعاً. فبادر هناك الپادشاه المُنتصر بتسيير فريق من رجاله إلى دلهي ومعهم قاضيه زين الخوافي فدعوا له على منابرها في منتصف شهر رجب من عام 932 هـ الموافق فيه 1526م، في حين بعث ابنه همايون مع قادته إلى آغرة مقر اللودهيين.

### في آغرة
دخل بابر قلعة آغرة وجلس على عرش اللودهيين بها في التاسع والعشرين من شهر رجب من عام 932 هـ الموافق فيه 1526م فكان ثالث غاز مسلم يتوغل في أرض الهند ويُعد من بينِ أعظم سلاطينها، وكان أولا هؤلاء السلاطين الغزاة محمود الغزنوي وثانيهم شهاب الدين الغوري، ويتميز بابر عن سلفيه بفرط الجرأة والإقدام حيث أن محمود الغزنوي حين أقبل على الهند كان له مُلك سمرقند وبلاد ما وراء النهر كلها وخراسان وفارس وكان له من الجند ما ينجاوز عددهم المائة ألف بكثير، وكذلك كان للسلطان الغوري في زحفه على الهند مائة وعشرون ألفاً من الجند كما كان له حكم خراسان. في حين لم يتيسر لبابر في غزوة الفتح الهندية سوى أثنا عشر ألف من الجند، وموارد ضئيلة وأرضه ضيقة الرقعة، والأوزبك من خلفه يتربصون به. وإلى جانب سلطنة دلهي التي تربع بابر على عرشها في آغرة، والتي كانت تمتد من الپنجاب إلى بهار وتضم معها إقليم جونفور، كان بالهند أربع إمارات إسلامية كبرى وأخريان هندوكيتان، عدا بعض الإمارات الصغيرة المتناثرة عنده، وأول هذه الإمارات هي الگجرات وكان يحكمها بيت مظفر شاه، ويليها إمارة بهمني الدكنية التي أنشأها الأمير حسن گگوي بهمن شاه، ثم إمارة مالوه أوماندو وكان علها أمراء من بيت الخلجيين والبنغال، وقد حكمها نصرت شاه وأولاده، أما الإمارات الهندوكية فكان أكبرهما اثنتان هما قيايا نگر وموار وكان يحكم الأولى راجا كرشنادوا وكان يقوم على الثانية رانا سنگا أعظم الأمراء الراچبوتيين بالهند في وقته وأوسعهم نفوذا. لم يكن جلوس بابر على عرش آغرة يعني خضوع سلطنة دلهي لحكمه برغم قضائه على السلطان اللودهي وجيوشه، ذلك أن الأمراء الأفغان من حكام الولايات اللودهية أدركوا أنه قدِم ليغتصب بلادهم لنفسه، فشايع بعض هؤلاء الأمراء الأفغان أمير بهار «جلال الدين بن درياخان» والتفوا حوله ونادوا به سلطاناً عليهم، ومنهم من سار إلى الرجپوتانة فانضم إلى جبهة الأمراء الهنادكة بها. وأشاعت قسوة الصيف الهندي روح القلق والتذمر بين صفوف القوات الغازية، إلا أن بابر تمكن من القضاء عليها ليوجه بإمرة ابنه همايون فريقاً كبيراً منهم إلى الولايات الهندية الشرقية ويتجه هو بنفسه إلى بيانه وگواليار التي تجاور عاصمته فيضمها إلى ملكه. وبالرغم من قدوم كثير من شيوخ القبائل الأفغانية في الدوآب إلى بابر ومعهم قواتهم وانضمامهم إلى صفوفه، فقد ذهب أميران من كبار الأفغان وهما «نصير لوحاني» و«معروف فرمولي» يجمعان الجند حتى صار لهما أربعون ألفاً منهم، فاستوليا هم على قنوج ثم اتخذا طريقهما إلى آغرة، وطفق همايون يطارد قوات الثوار فانتزع منهم جونفور وغازيپور وكالي وخير آباد، حتى إذا ما شرع يتعقبهم بإقليم خريد عند حدود البنغال، بعث إليه أبوه يأمره بالعودة إليه على عجل ليسانده بقواته على دفع خطر الراجپوتببن الذي كان قد تفاقم حتى امتد إلى كافة المناطق القريبة من دلهي.

### معركة خانوه

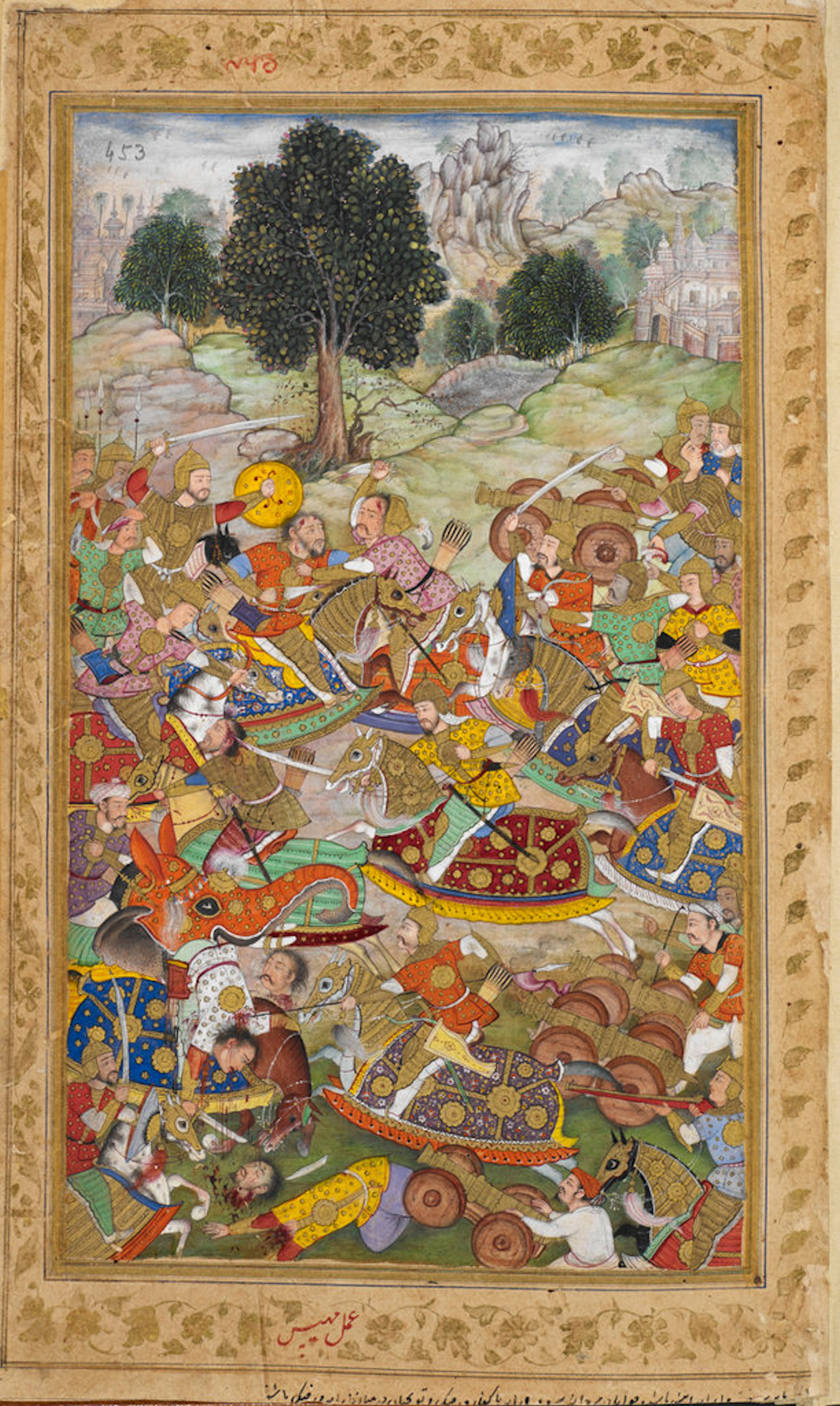
استمرت معركة خانوه من الضحى حتى الغروب، وانتهت بهزيمة الراجپوتيين هزيمة حاسمة وهروب رانا سنگا زعيمهم إلى أحد حصونه بالجبال وتوفي بعد عام وبعض عام.

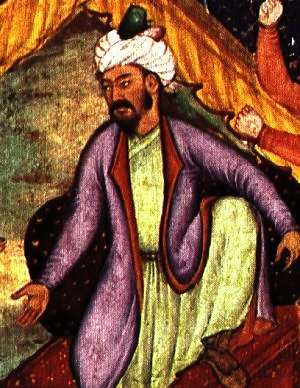
اتخذ بابر لنفسه لقب "غازي" بعد انتصاره في معركة خانوه.

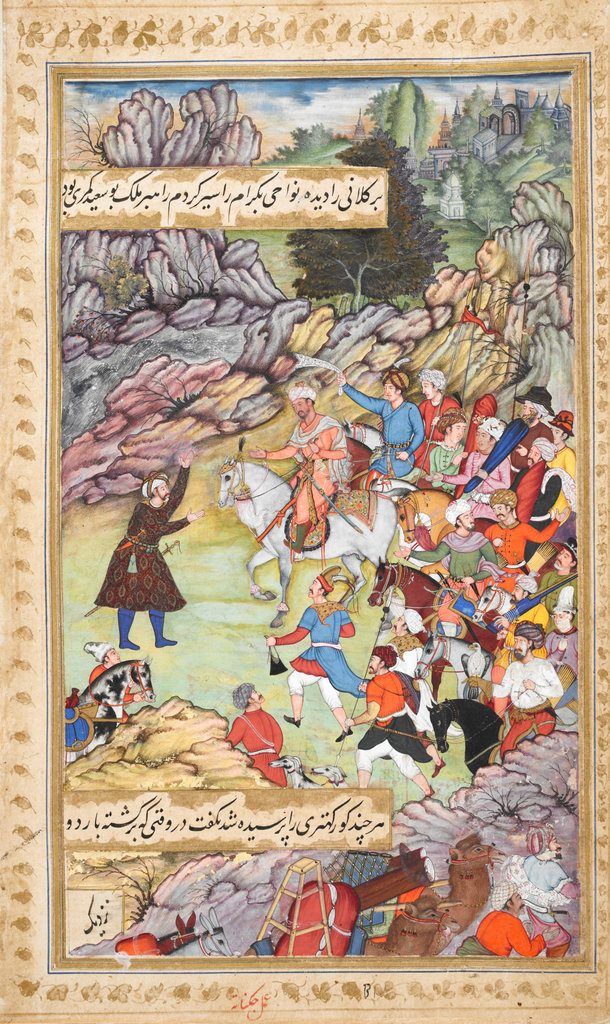
أتيح لبابر في عام واحد أن ينزل بأعدائه ضربتين حاسمتين: انتصاره عند پاني پت، وفي واقعة خانوه.

انتهز الأمراء الراچبوتيون فرصة الضعف التي أصابت لدولة أيام السُلطان إبراهيم اللودهي فعقدوا بينهم حلفاً لمُناهضة الحكم الإسلامي في الهند تزعمه «رانا سنگا» صاحب مِوار وراجا أدايپور، وانتهز رانا سنگا فرصة اشتغال بابر بالقضاء على القلاقل في المناطق الشرقية وفيما حول عاصمته، فاستولى على حصن گهندار وهاجم بيانه ودملپور وكالبي من جديد، ثم بدأ يؤلب الأمراء الأفغان ضد بابر ويدعوهم للانضمام إليهم حتى استجاب له فريق منهم. فأخذوا جميعاً يعدون العدة للزحف إلى آغرة، فبرز بابر من عاصمته في جمادى الأولى من عام 933 هـ حتى بلغ سكسرى فأقام بها معسكره، وأخذ يُحصن مواقعه وهيئت عربات الحرب والمدفعية وحُفرت الخنادق وأقيمت المتاريس، وفي هذا المكان أعلن عن عزمه على الجهاد بمحاربة الهنادكة ورفعه ضريبة عن رعاياه، وإقلاعه عن شرب الخمر توبة إلى الله (حيث أن الخمر من المُحرمات في الدين الإسلامي)، وأمر بأهراق الخمر على الأرض
وبتحطيم أدوات الشرب من الذهب والفضة إلى قطع صغيرة وتوزيعها على الفقراء، وقد أذيع هذا المنشور في سيرة بابر الجغتائية باللغة الفارسية لأنها كانت اللغة الغالبة في البلاد:
«نحمد توابّا يحب التوابين والمتطهرين ونشكر ديانا يهدي المذنبين والمستغفرين… وبعد فإن طبيعةالإنسان على مقتضى الفطرة تميل إلى لذاا النفس البشرية، فهي ليست بمنحاة عن ارتكاب الآثام، ﴿وَمَاۤ أُبَرِّئُ نَفۡسِیۤۚ إِنَّ ٱلنَّفۡسَ لَأَمَّارَةُۢ بِٱلسُّوۤءِ إِلَّا مَا رَحِمَ رَبِّیۤۚ إِنَّ رَبِّی غَفُورࣱ رَّحِيمࣱ﴾(1)… وها هي التوبة عن الشرب قد آن أوانها في هذه الأوقات المباركة التي نعد العدة فيها للجهاد في سبيل الله، وقد اجتمع عساكر الإسلام لحرب الكفار… ﴿أَلَمۡ يَأۡنِ لِلَّذِينَ ءَامَنُوۤاْ أَن تَخۡشَعَ قُلُوبُهُمۡ لِذِكۡرِ ٱللَّهِ وَمَا نَزَلَ مِنَ ٱلۡحَقِّ وَلَا يَكُونُواْ كَٱلَّذِينَ أُوتُواْ ٱلۡكِتَـٰبَ مِن قَبۡلُ فَطَالَ عَلَيۡهِمُ ٱلۡأَمَدُ فَقَسَتۡ قُلُوبُهُمۡۖ وَكَثِيرࣱ مِّنۡهُمۡ فَـٰسِقُونَ﴾(2) فاقتلعنا أسباب المعصية بقرع أبواب الإنابة -ومن قرع باباً ولجَّ ولجَ- وافتتحنا هذا بالجهاد بالجهاد الأكبر هو مجاهدة النفس ﴿رَبَّنَا ظَلَمۡنَاۤ أَنفُسَنَا﴾(3) ﴿إِنِّی تُبۡتُ إِلَيۡكَ وَإِنِّی مِنَ ٱلۡمُسۡلِمِينَ﴾(4)، فأعلنا جميعاً توبتنا عن الشراب وأمرنا بأدواته من كؤوس الفضة والذهب فألقيت إلى الفقراء والمساكين والمعوزين صدقة… هذا ولما كان الناس على دين ملوكهم فقد أقبل كثير من المقربين لدينا فنالوا في المجلس شرف الإنابة والتوبة عن تعاطي الشراب مطيعين للأوامر معرضين عن النواهي، ولما كان الدال على الخير كفاعله، فنرجو الله أن يكون لنا من ثواب هذه الأعمال نصيب، وأن تكون لنا فالاً طيباً يتزايد بسعادة الفتح والنصر يوماً فيوماً. وغايتنا من هذا المرسوم أن يقابل بالطاعة والخضوع، فينفذ ما ينص عليه من تحريم تعاطي الشراب وصناعته في كافة انحاء بلادنا المحروسة حرسها الله من الآفاف والمخوفات ﴿فَٱجۡتَنِبُوهُ لَعَلَّكُمۡ تُفۡلِحُونَ﴾.(5) وشكراً لله على هذه الفتوح وتصدقاً القبول، قد جاد الپادشاه من فيض كرمه برفع التمغة (المكوس) عن كاهل المسلمين جرياً على ضوابط شريعة سيد المرسلين، وصدرت الأوامر بمنع جمعها أو تحصيلها في أي بلد أو ثغر أو طريق أو درب. ﴿فَمَنۢ بَدَّلَهُۥ بَعۡدَ مَا سَمِعَهُۥ فَإِنَّمَاۤ إِثۡمُهُۥ عَلَى ٱلَّذِينَ يُبَدِّلُونَهُۥۤۚ إِنَّ ٱللَّهَ سَمِيعٌ عَلِيمࣱ﴾،(6) وعلى الجند الذين يعيشون في ظل العطف الشاهاني من ترك وتاجيك (وهم الأعاجم من أصول عربية) وعرب وعجم وهنود، وعلى المدنيين والعسكريين وأبناء كل ملة ودين، أن يقوموا جنداً لله الحي القيوم على تنفيذ ما جاء بهذا المرسوم دون انحراف عن مقاصدة، مبادرين إلى ذلك حال وصوله إليهم ممهوراً بالخاتم الأشرف الأعلى. —كتبت بالأمر العالي… في 24 جمادى الأولى من عام 933 هـ.» وكان الخوف يشيع في رجال بابر من قتال الهنادكة ومن معهم من الأفغان، وأخذ الپادشاه بتقوية همم رجاله بخطبة فقال: «إن المرء مهما طال به الأجل فمصير إلى الفناء، فما أشرف له أن يستشهد في ميدان الجهاد فيخلد ذكره عن أن يموت خاملاً حتف أنفه… ولقد أراد الله القدير أن يمتحننا بهذه المحنة، فإن نسقط في ميدان الجهاد فقد كُتبت لنا الشهادة وإن ننتصر فقد أعْلينا كلمته تعالى».
وبالرغم من انسحاب كثير من أمراء البلاد من صفوفهم وما بلغهم من مهاجمة الهنادكة لگواليار ونشوب القلاقل في الدوآب فإن جيش بابر زحف إلى أرض خانوه عند مشارف الرجپوتانة يتقدمهم أصحاب الآلات الحربية من رجال المدفعية وحملة البنادق. والتقى الجمعان قبيل ضحى يوم السبت 13 جمادى الآخرة 933 هـ الموافق فيه 16 مارس 1527م، وتحوي سيرة بابر وصفاً دقيقاً لهذه الواقعة:

## القلاقل الشرقية

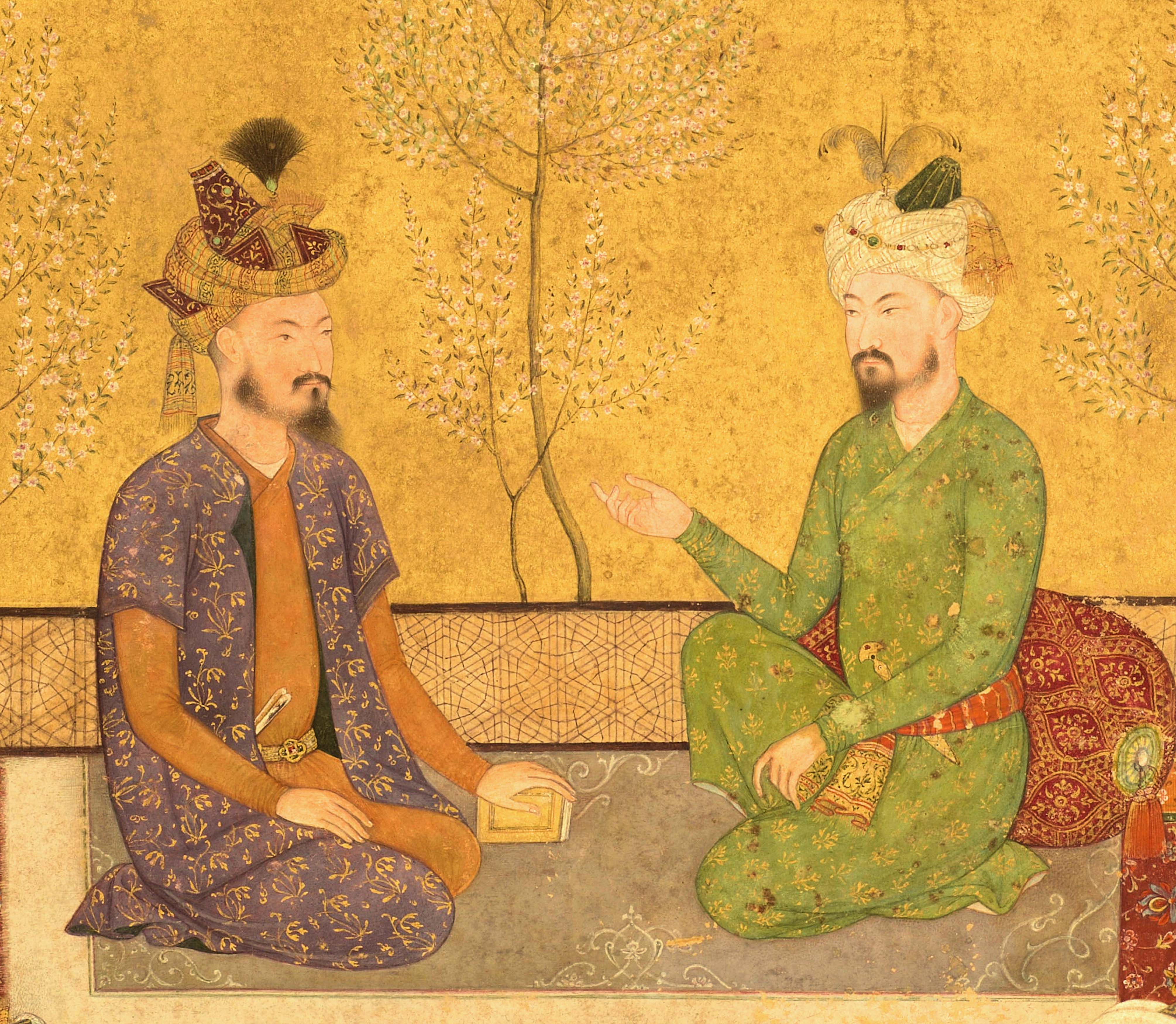
بابر وخليفته همايون

لكي يغدو بابر سيداً للهندستان كلها كان عليه بعد أن تم له القضاء على الراجپوتيين وتأمين أراضيه، أن يستولي على بعض الحصون الكبرى التي لا يزال يعتصم بها بعض أمراء الهنادكة، وأن يقضي على نفوذ الأمراء الأفغانيين في المناطق الشرقية، وأن يخمد ما يثيرونه من قلاقل هناك. وسار جنود بار صوب الشرق بطريق قنوج، في حين قام بابر وهو على رأس فريق آخر من قواته بفتح حصن چندري الذي يقع أقصى جنوب گواليار وكان على هذا الحصن أمير هندوكي قوي وهو ميدني راو، وتم فتح هذه القلعة بالرغم من امتناع أسوارها على مدفعيته، ومن موقعها الذي كان بأعلى أحد التلال. وكان مخطط بابر بعد فتح هذه القلعة أن يُخضع بعض الحصون الأخرى بمالوه ثم يسير إلى الرجپوتانة من جديد ليقتحم چتور عاصمة موار ومقر خصمه المهزوم رانا سنگا، إلا أنه لم يكتمل لما بلغه من ارتداد قواته في الشرق إلى قنوج بعد أن أُرغمت على إخلاء لكهنؤ، فسارع إليها بنفسه.

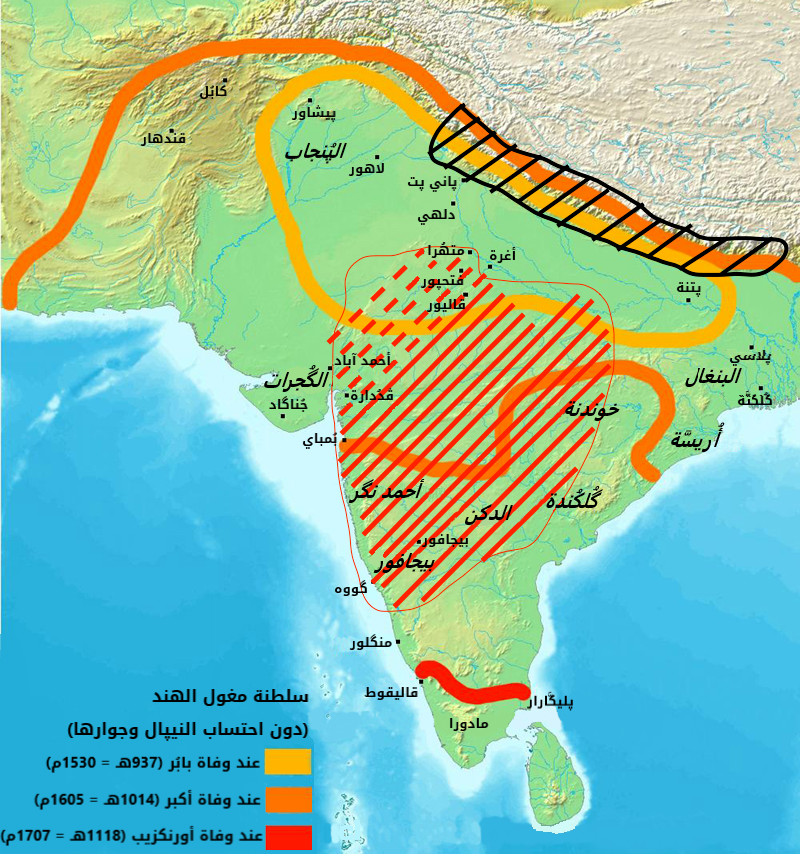
خريطة تبين حدود السلطنة التي أسسها بابر بشبه القارة الهندية عند وفاته وتظهر باللون الأصفر.

وبلغ بابر قنوج، والتحم هناك مع رجاله في قتال عنيف مع ثوار بهار الذين عادوا بعد أن تزعمهم السُلطان محمود بن سكندر اللودهي بعد هزيمته في خانوه، وبسبب تريث الپادشاه بابر في مطاردتهم لأمكن له القضاء عليهم تماماً. وعوّق حلول فصل الأمطار الغزاة من الاستيلاء على إقليم بهار كله بعد ما بلغت أوده، وأتاح هذا الفرصة للثوار ليعودوا من جديد في العام التالي، واستنفد القضاء عليها جهوداً كبيرة من بابر، وكادت تقضي إلى اشتباكه في الحرب مع البنغال. وذلك أن محمود اللوده كان قد اجتمع له مائة ألف جندي استخلص بهم إقليم بهار كله وبعض الأراضي المحيطة به؛ حتى أرسل بابر إليه ابنه "عسكري" في بداية الأمر ثم لحق به بعد ذلك بنفسه فدخل "الله آباد" و"چنار" "وبنارس" فأقبل عليه الأمراء الأفغان مستسلمين بعد تركهم للثائر اللودهي، ورابه التجاء بقية الثوار إلى إقليم خريد برغم تأكيد "نصرت خان" صاحب البنغال له بنزوعه إلى المسالمة وحرصه على الولاء. وهناك رأى بابر أن يحزم أمره مع القوات البنغالية التي من أزر الثوار إذ كانت في مواقعها عند التقاء الگنج برافد گُگر تعوق من تحركان جند آغرة في مطاردتها للثوار. وتيسر لعسكري ابن بابر أن يعبر ببعض قواته الملتفى الأعلى لگگر والگنج، فشرع بمناوشة البنغاليين وإشغالهم، حتى عبر رجال المدفعية والبنادق مع بقية الجيش عند الملتقى الأدنى للنهرين فوقع أعداء بابر هؤلاء بين النهرين ولم تغنهم مهاراتهم العسكرية وأسلحتهم الجيدة، وبعد وقوع الدائرة عليهم شرعوا في الفرار، وانتهت: معركة گگرا" إلى القضاء التام على الثوار الأفغان وإعلان صاحب البنغال ولائه للپادشاه. وبهذه الوقعة التي تعد ثالث معركة حاسمة خاضها بابر في الهند بعد معركتي: پاني پت وخانوه، غدا بابر ذلك الأمير التيموري صاحب السلطان المُطلق في الهندستان، وأصبحت دولته تمتد في رقعتها المترامية الأطراف من جيجون إلى البنغال ومن الهملايا إلى چندري وگواليار.

## وفاته

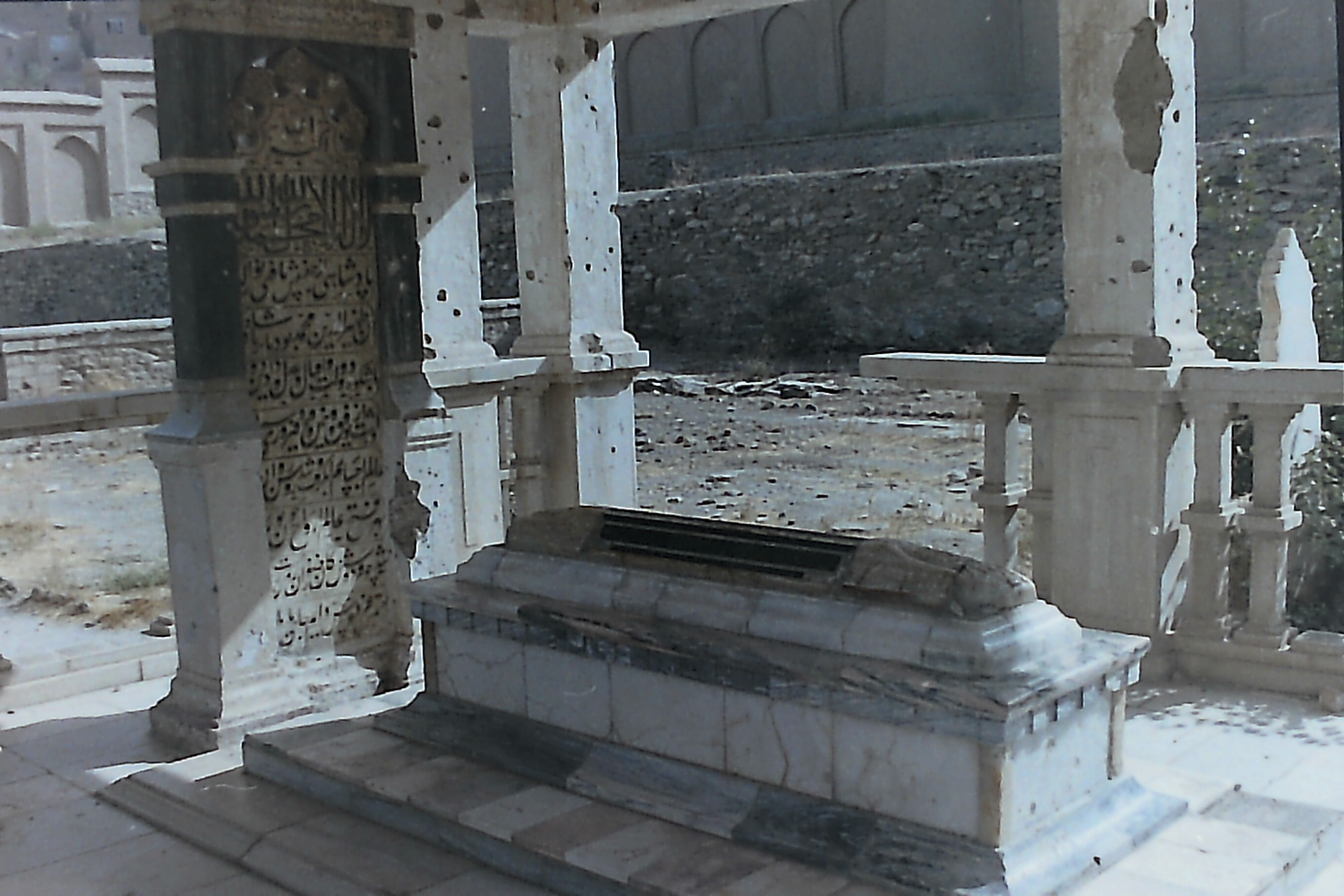
صورة لقبر السلطان ظهير الدين بابر في كابل.

رجع بابر إلى عاصمته في شوال من عام 935 هـ الموافق فيه 1528م فلبث بها مدة، وخرج منها من بعد ذلك إلى الپنجاب وفي نيته أن يواصل سيره نحو بدخشان، ليدفع عنها الأوزبك الذي استفحل خطرهم من جديد برغم ما أنزله بهم طهماسب شاه الفرس من ضربات قاصمة. وقدم على بابر بلاهور ابنه الأكبر همايون فصحبه إلى آغرة، وقد اشتد المرض بإبنه هذا في تلك الفترة، وعندما برأ منه، مرض بابر ولم يغادر من بعد فراشه حتى توفي، ويذكر بعض المؤرخين أن سبب نهاية بابر المبكرة هي إدمانه على تعاطي المعجون (الأفيون)، وإن قد أقلع سابقاً عن شرب الخمر عند حربه مع رانا سنگا في معركة خانوه. وكان بابر عندما شعر بقرب أجله استدعى رجال دولته فأخذ منهم البيعة لولده همايون، بعد أن أوصاه بهم وبأهل بيته وإخوته ونصحه بإصناع الحلم والتذرع بالحزم في حكمه. وحاول بعض رجال الدولة وبابر يعاني سكرات الموت، أن يعدلوا عن وصيته وعهدوا بالمُلك إلى أحد أنسباء بابر وكان يدعى «سيد مهدي خواجه»، الذي يذكر المؤرخون أنه كانت له نية سيئة. وتوفي ظهير الدين بابر في السادس من جمادى الأولى من عام 937 هـ الموافق فيه 26 ديسمبر 1530م وهو في الخمسين من عمره والعام الثامن والثلاثين من حكمه. فثوى في بستان نور أفشان على نهر چمنه، ثم نُقل جثمانه من بعد ذلك إلى مدينة كابل فدُفن بربوة تطل على هذه المدينة التي كانت أحب البقاع إلى قلبه، ويسمى المكان الذي دفن فيه (بالفارسية: باغ بابر) وتعني «حدائق بابر».

### وصيته
ترك بابُر وصيَّة سريَّة لابنه وخليفته همايون يوصيه فيها بِالعدل في الحكم بين الناس ويعلمه كيفية استمالة قلوب الهنود غير المسلمين، وتُبين هذه الوصية في وضوحٍ سياسة بابُر في الحكم، وهي السياسة التي التزمها ابنه همايون، والتي أتت أُكُلها في عهد جلال الدين أكبر وخلفائه. كانت هذه السياسة تدعو إلى السلام، وتجعل التسماح الأساس الأول للحكم المغولي في الهند، مما يعكس عبقرية بابر الإدارية، أما نصها فهو:
الحمدُ لله
وصيَّة سريَّة من ظهير الدين مُحمَّد بابُر پادشاه غازي إلى الأمير ناصر الدين مُحمَّد همايون، أطال الله بقاءه.
من أجل استقرار المملكة كتبتُ إليك هذه الوصيَّة:
أيَ بُني: إنَّ دولة الهند ملئية بِالعقائد المُتباينة، والحمدُ لِله الحق العليّ المُجيد أن وهبك مُلكها، وإنَّهُ لِمن الصواب أن تُقدم بِقلبٍ خالٍ من كُلِّ تعصُّبٍ دينيٍّ على نشر العدل تبعًا لِعقائد كُل جماعة من الناس، وبِوجهٍ خاصٍ أن تمتنع عن ذبح البقر، فإنَّ هذا هو السبيل لامتلاك قُلُوب الشعب في هندُستان، ورعايا مملكتك سيُخلصون لك الإخلاص كُلَّه إن أحسُّوا منك حدبًا وعطفًا.
والهياكل وأماكن العبادة لِكُلِّ فرقةٍ دينيَّةٍ تحت حُكمك يجب أن لا تُخرِّبها، وانشر العدل بين النَّاس حتَّى يعيشُ الحاكمُ سعيدًا مع رعاياه، وحتَّى يعيش الرعايا سُعداء مع حاكمهم. وإنَّ انتشار الإسلام ليتحقق بِسلاح العطف والمحبَّة خيرًا مما يتحقق بِسلاح الضغط والاضطهاد.
تجاهل النزاع والتخاصم بين الشيعة والسُنَّة، ففي هذا منبتُ الضعف في الإسلام، وضُمَّ الرعايا من مُختلف العقائد حول الأُسس الأربعة بحيثُ يُصبح كيان الدولة مُحصنًا ضدَّ عوامل الضعف المُختلفة. وتذكَّر أعمال حضرة تيمور صاحب القران والوفاق حتَّى تبلغ الرُشد في أُمُور الحُكم، وليس علينا إلَّا النُصح.
في غُرَّة جُمادى الأولى سنة 935
عُرفت هذه الوصيَّة باسم «وصيَّة نامه مخفي»، وأصلها مكتوب بالفارسيَّة، ومحفوظ في المكتبة الحميديَّة في بوبال، وقد نُشرت لِأوَّل مرَّة في جريدة القرن العشرين التي كانت تصدر في مدينة الله آباد.

## إرثه
كان لبابر أربعة أولاد، كان همايون أكبرهم (وأقربهم إلى قلبه، هكذا يذكر المؤرخون الهنود، وإن كان بعض المؤرخين العرب يذكرون أن «كمران» كان أكبر منه) لذا عهد إليه بالملك في الهند، وعمل همايون بوصية والده على أن يكون أخوه كمران والياً على كابل وقندهار ثم أضاف إليه همايون ولاية شمال الپنجاب، على أن يكون تابعاً إسمياُ لدلهي، وأقطع أخاه عسكري ولاية سنبهل، في حين أعطى أخاه هندال ألوار ومِوات. أما إقليم بدخشان فقد جعل عليه ابن عمه سليمان ميرزا. ويذكر المؤرخون أن همايون كان شديد العطف على إخوته وحسن المعاملة معهم، لكنهم لم يكونوا كذلك معه، وقاموا بمعاداته. فلم يقنع كمران بأرضه فاستخلف عليها أخاه عسكري ثم اقتحم مشارف الپنجاب بدعوى سيره لتهنئة همايون، ولم يثنه عن ما غايته ما عرضه عليه أخوه السُلطان من ضم لمغان وبشاور إلى حوزته، حتى دخل على لاهور واعترف له همايون بسيادته على الپنجاب كله، وأدت سيادة
كمران على الپنجاب إلى قطع كل صلة بين دلهي وبين البلاد الواقعة فيما وراء الهندكوش التي كانت تمد حكام الهند المسلمين دائماً بإمدادات من المقاتلين.

### بابر نامه
خلف بابر واءه ثورة أدبية في الشعر والنثر، وفضلاً عما حوته سيرته من شعر تركي كثير، كان ينشده في مناسباته، فقد ترك له ديواناً بالتركية، وأشعاراً أخرى كثيرة فارسية، وأصواتاً في الغناء والموسيقى. وتعد سيرته المعروفه باسم بابر نامه أعظم آثاره الأدبية على الإطلاق، وقد كتبها بنفسه في لغة تركية (جغتائية) سهلة وأسلوب أدبي رفيع، وتنم عن تمكن صاحبها من الثقافة الإسلامية وآداب العربية والفارسية. لم يذكر بابر في سيرته هذه التاريخ الذي بدأ عنده كتابته لها، والأصل الأول لهذه السيرة مفقود، والمخطوطة الموجودة يرجع تاريخها إلى عام 1112 هـ الموافق 1700م (ويعرف هذا «بمخطوط حيدر آباد»، وقد نشرته «أنيتا بفريدج» في مجموعة جيب تذكارية عام 1323 هـ الموفق 1905م)، وبه ثغرات خمس تتضمن حوادث تسع عشرة عاماً:
1. من أواخر عام 908 هـ إلى نهابة عام 909 هـ.
2. من أوائل عام 914 هـ إلى نهاية عام 924 هـ.
3. من أوائل عام 926 هـ إلى أوائل عام 932 هـ.
4. من رجب عام 936 هـ إلى آخر هذه السنة.
5. من محرم عام 936 هـ حتى وفاة بابر في جمادى الأول من عام 937 هـ.

ونقلت هذه السيرة إلى اللغة الفارسية في عهد أكبر حفيد بابر في نهاية القرن العاشر الهجري، كما نقلت إلى بعض اللغات الأوروبية في العصر الحديث. ويقول المؤرخ أحمد الساداتي: «إن التقارب الكبير عند الذين أرَّخوا لبابر وعصره وما وصل إلى أيدينا من سيرته ليجعلنا نميل إلى تصديق حديثه حين يقول بأنه لا يهدف في كتابته إلا الصدق ولا يجري قلمه بغير الحق، فهو حين يذكر بالخير أو السوء عدواً أو صديقاً، أو يشيد بفضائل واحد منهم أو يعيب عليه رذائله، إنما يغي إقرار الواقع فحسب دون ميل أو هوى. والحق أنه في حديثه عن نفسه أو غيره لم يحاول أن يخفيرذيلة أو ينكر فضيلة، فصوَّر النفس الإنسانية على طبيعتها بما فيها من خير وشر. فهو لا يتردد مثلاً عن أن يذكر كلفه ذات مرة بغلام حسن الصورة صداقه بمعسكره، وقد بلغ به الوجد يوماً أنه كاد يسقط عن دابته حين طلع عليه في طريقه فجأة. ولكنه يقف عند هذا الحد فلا ينغمس في هذه الرذيلة التي شاعت عند عمه السُلطان محمود ميرزا صاحب سمرقند ورجاله، حتى كثرت اعتداءاتهم على الأهلين بسببها.» وكان لا يخفي في مذكراته حُبه للخمر (الخمر من المحرمات في الدين الإسلامي)، حتى ذكر نبيذ كابل الذي كان يحمل إلى بالهندستان، ويُفصل ما يجري من مجالس شرابه من الأشعار واللهو، وترك شرب الخمر عند اقباله على الحرب مع الراچبوتيين، إلان أنه أقبل على تعاطي المعجون (الأفيون) في إدمان شديد، وكان يذكر تناوله له كل يوم. ويتفاخر بابر كثيراً في سيرته بأمداس القتلى في معاركه الكثيرة التي خاضها، فوصفها وصفاً دقيقاً. ويقارن بين فتحه للهندستان وفتوحات من سبقوه من الغزنويين والغوريين وغيرهم، مع ضآلة قواته بالنسبة لكثرة جيوشهم فضلاً عن كثافة جند الهند نفسها. وإلى جانب تفصيله لانتصاراته يذكر هزائمه بصراحة تامة. وأدى ببابر سعة اطلاعه التي تشيع في سيرته إلى اقتناء مكتبة خاصة به، كان عليها قيم له يدعى "عبد الله كاتبدار"، وقد ضم إليها قسماً من مكتبة غازي خان اللودهي حين استولى على حصنه بالپنجاب، وبَعث بالقسم الآخر إلى ابنه همايون بهدف تنشئته تنشئة جيدة. وكان يراسل العلماء في عصره ويستقبل الكصير منهم في بلاطه، وكان من بينهم الشاعر "علي شير نوائي" والمؤرخان "خواند أمير" صاحب حبيب السير و"ميرزا محمد حيدر دوغلات صاحب كتاب "تاريخ رشيدي". ويقول الفيلسوف الفرنسي رينان عن مذكرات بابر: «إن هذا التاريخ تظهر عليه مسحة الصدق في الرواية، وعندما يفكر الإنسان أن محرر تلك الوقائع بذلك البيان السليقي هو مؤسس دولة من أعظم دول العالم، لا يعود قادراً على ترك الكتاب من يده، فتجد في تلك الأسطر كلاماً معقولاً، مع أصالة الرأي، ورقة الطبع وشدة الجلد، وبالإجمال يتجلى من كلامه حرية الفكر والدهاء والعدل، وعدم الانقياد إلى الأوهام.» ويقول جوستاف لوبون عنها أيضاً: «فعدت مذكرات بابر التي شبهت بتفاسير يوليوس قيصر نموذجاُ حسناً في الآداب، ولا شيء يشمل النظر أكثر من تجلي حقيقة مؤسس الدولة المغولية في الهند "بابر" في مذكراته تلك، فبابر هذا الجبار الذي هو سليل جنكيز خان وتيمورلنك  سار على سنة أجداده، فأقام أهراماً من الرؤوس المقصولة، ومع تبصره وجبروته هذا كان أديباً رقيقاً يتكلم الفارسية والمغولية والعربية، وله قصائد بالفراسية، وكان صبوراً على مطالعة كتب العلوم والآداب والتاريخ… حقاً إن بابر الموهوب العالم، الذي يعد من أقوى الفاتحين في العالم، كان يجمع في شخصه مغامرة عرقه ورقته وهمجيته، فكان حينما مات -وهو ابن خمسين سنة (تقريباً)- ملك الهند الذي دوخها باثني عشر ألف مقاتل، بعد أن ظخير زعيم قرية، وهو في الثانية عشرة من عمره».

#### معرض صور

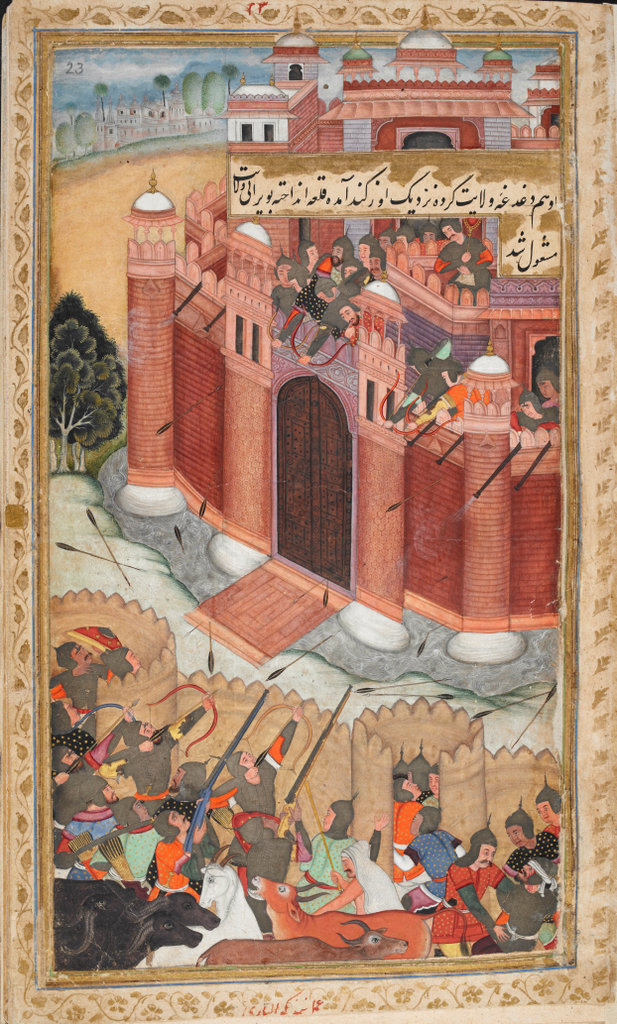
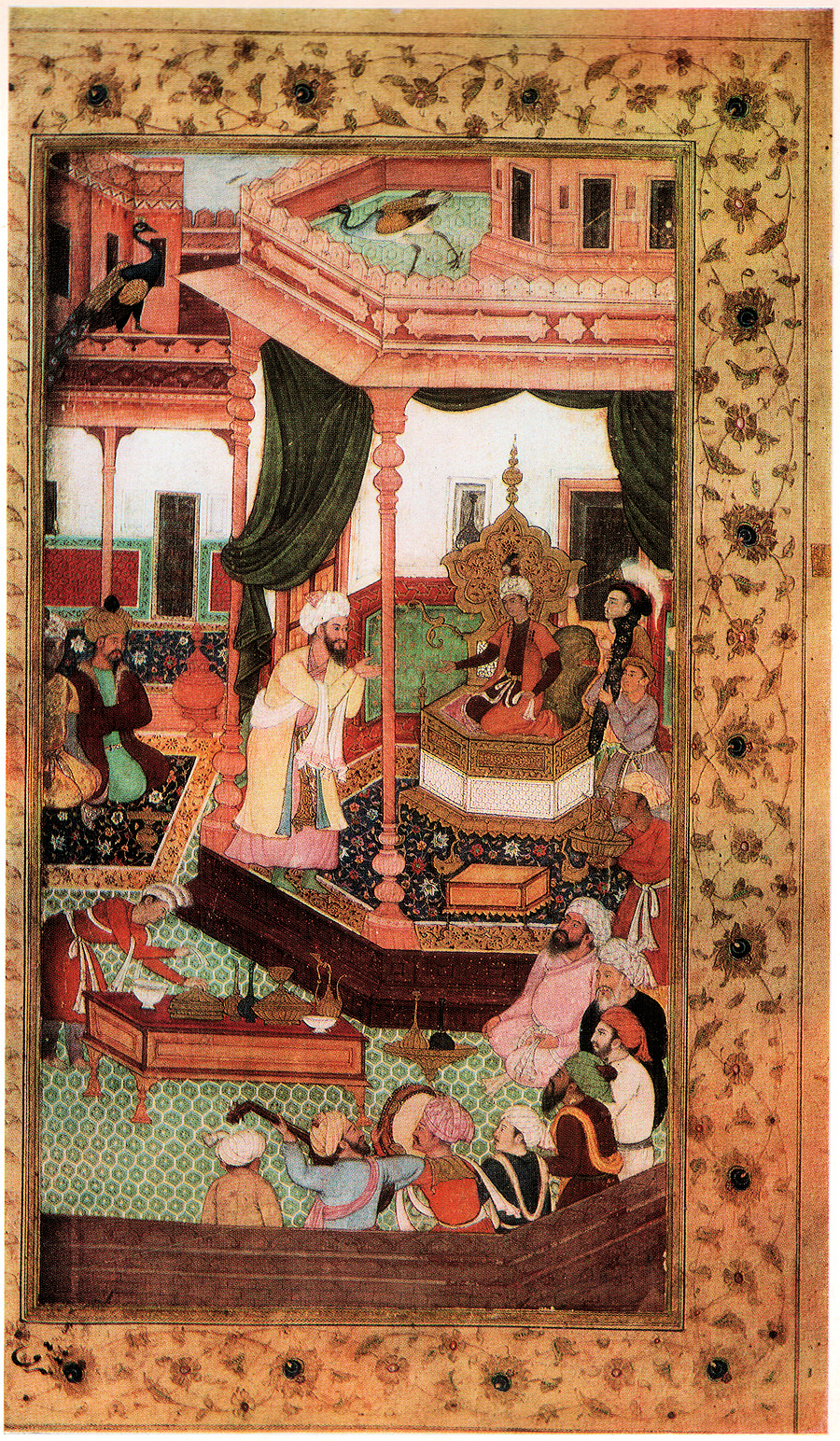
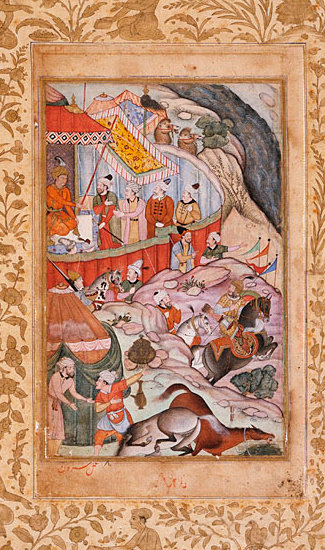
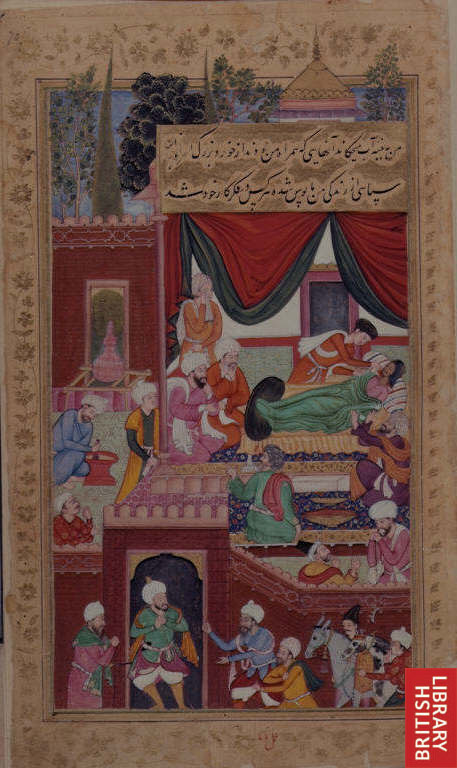
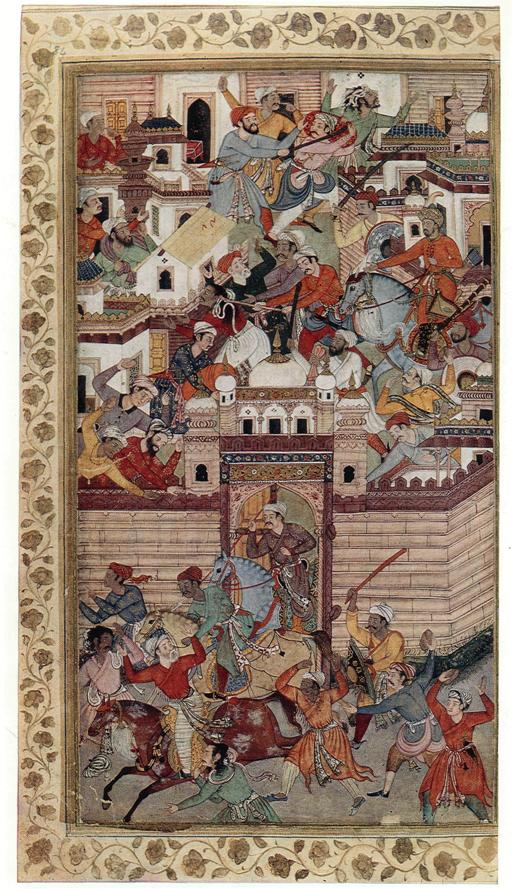
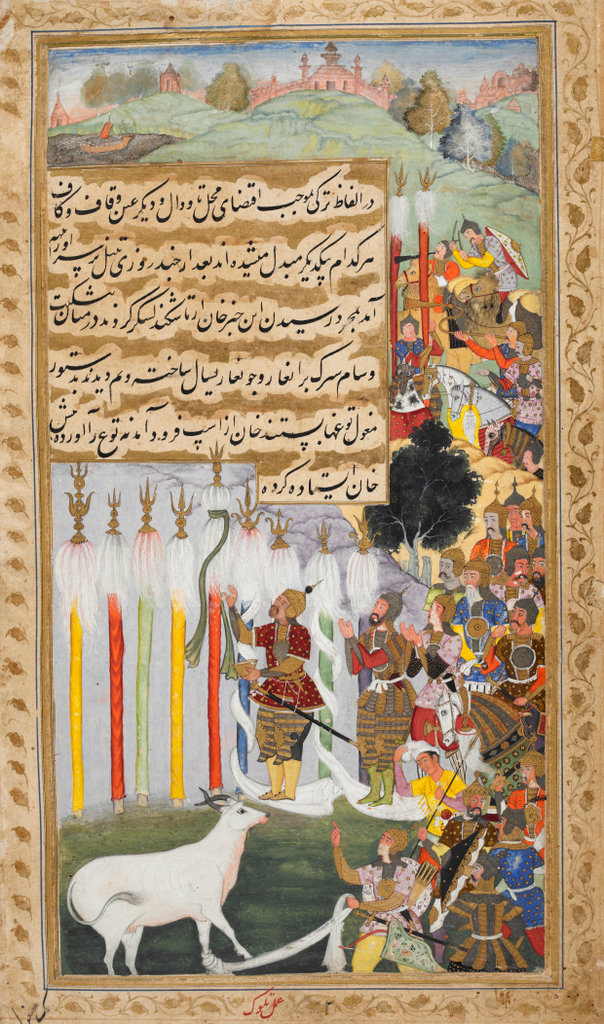
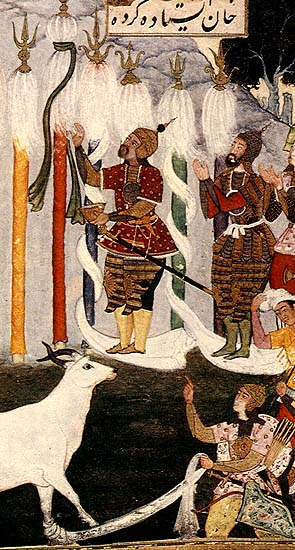
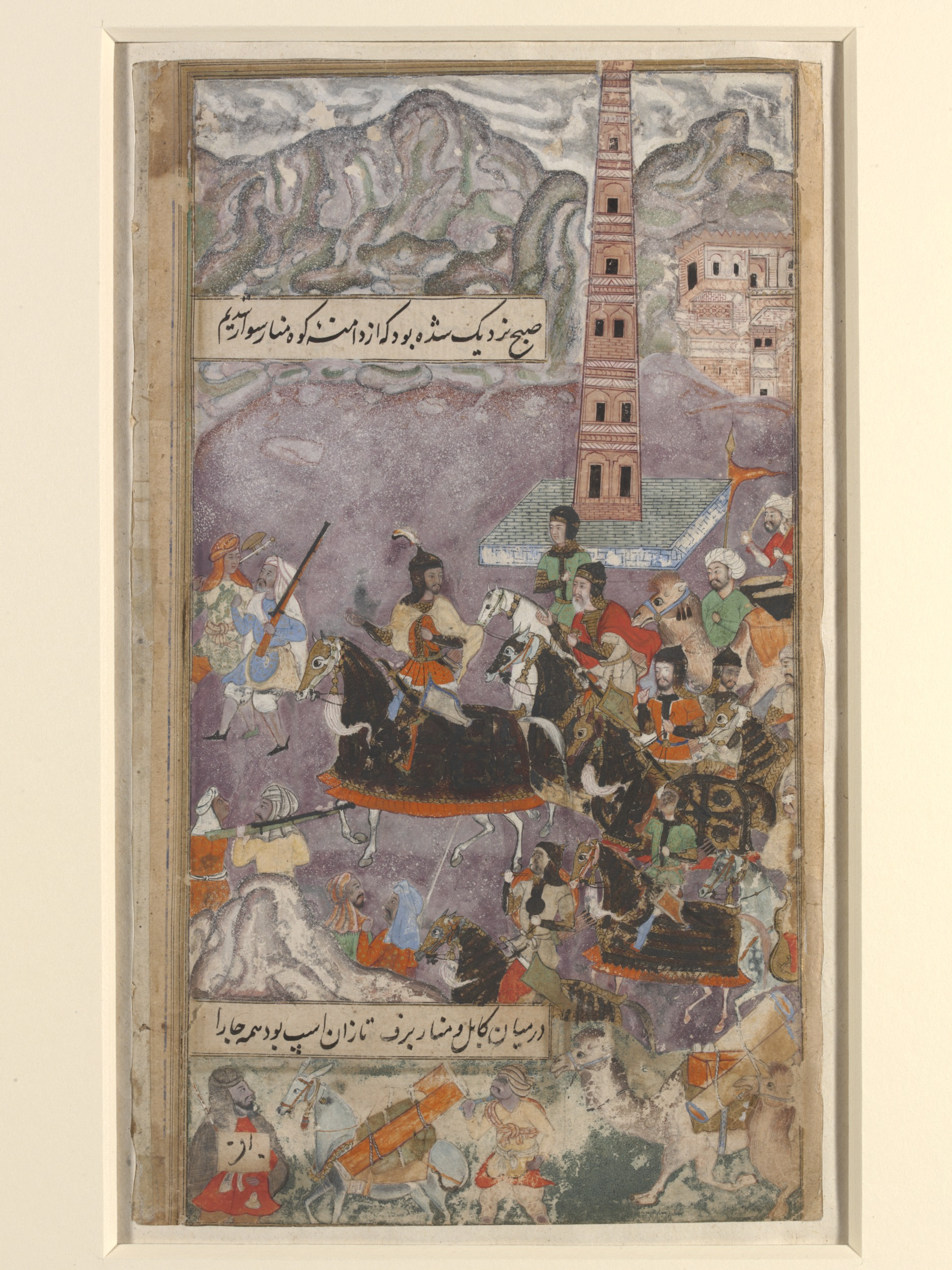
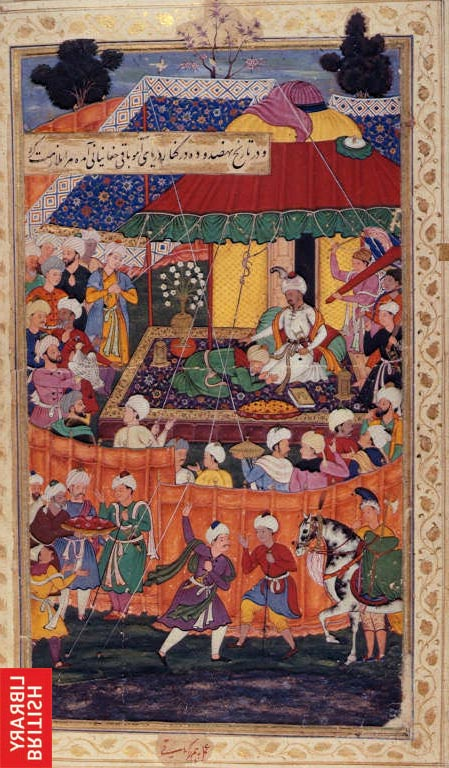
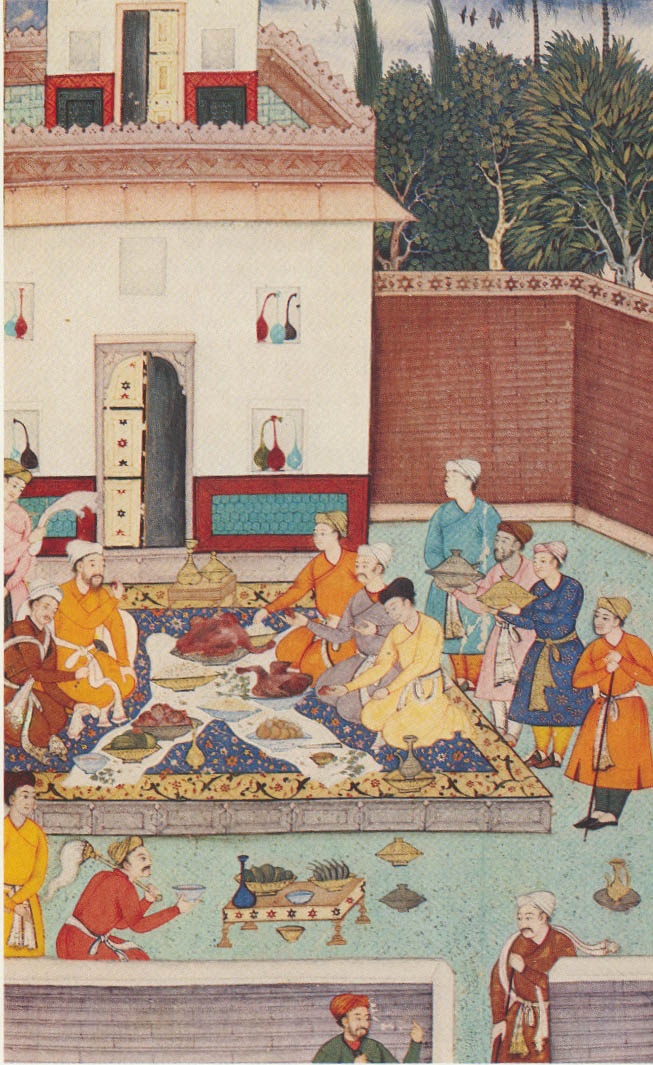
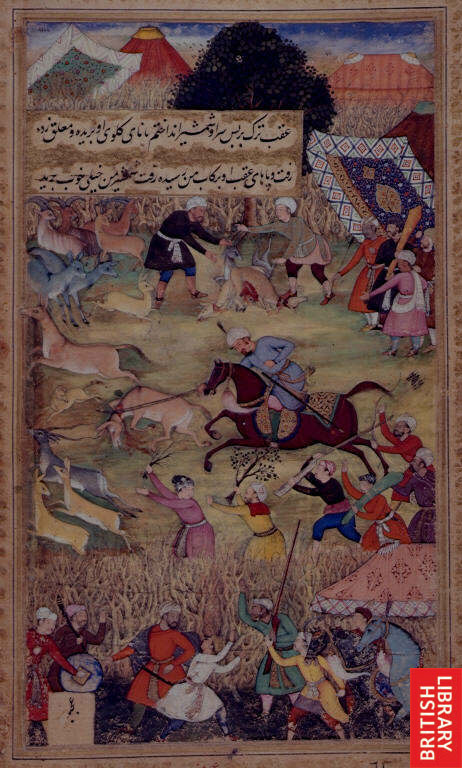
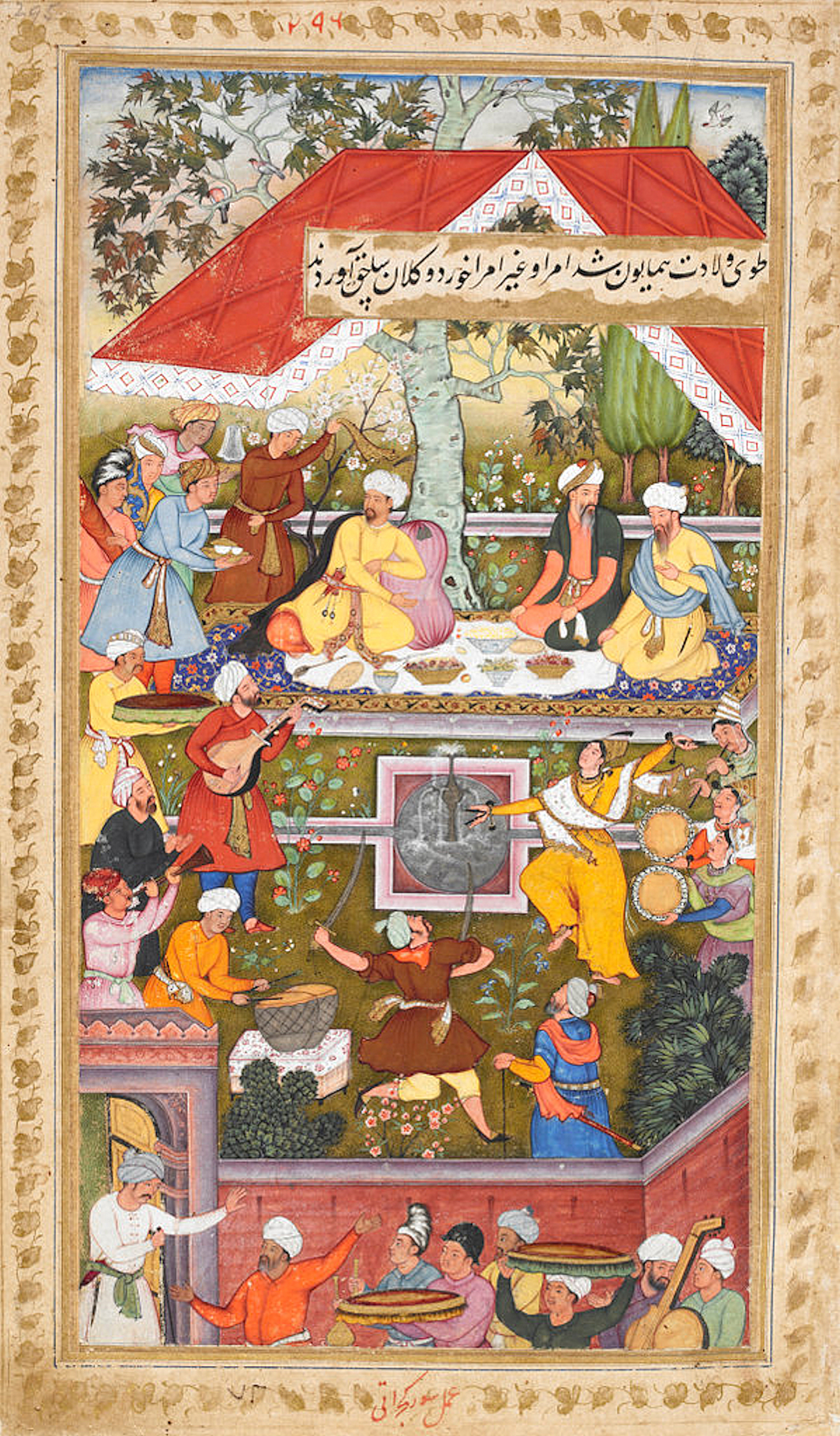
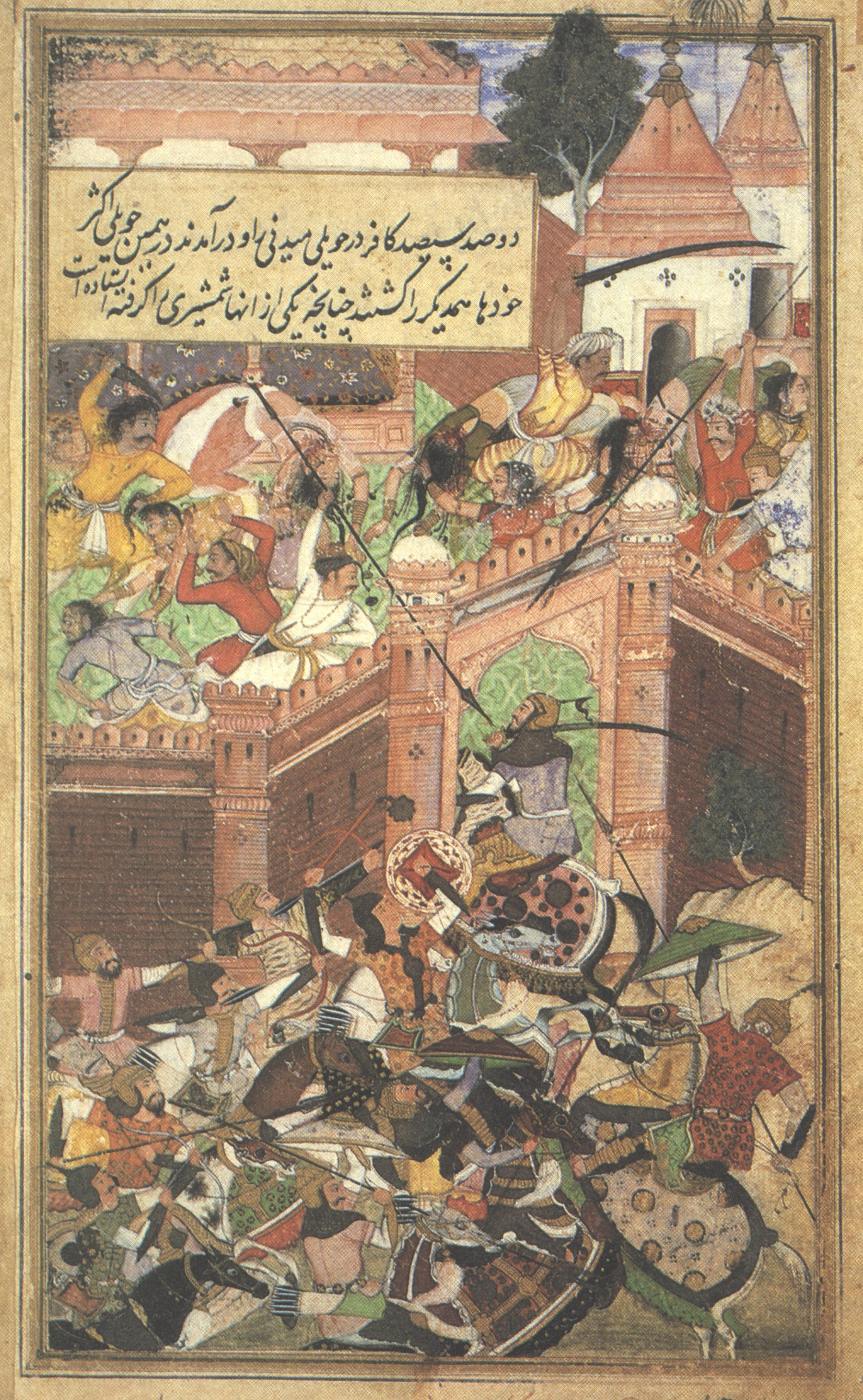

## التنظيم الإداري
أبقى بابر على هيكل الإدارة الهندية وأدخل عليه بعض النظم التيمورية، فجعل على كل إقليم نائبين له، يقوم الأول بقيادة الجُند ومراقبة جمع الضرائب ورعاية مصالح السكان، والآخر يتولى الإشراف على الإيرادات والمصروفات ويوازن بينهما، ويدفع للجند والعمال أجورهم. وكان من مبادئ التيموريين التي ساروا عليها في الهند إجراء العدل بين السكان جميعاً وعدم التفريق بين مسلم أو هندوكي. وأمر بابر بمسح كثير من الأراضي وشق كثير من الطرق ليربط بها بين مختلف أجزاء بلاده، وكان أعظمها تعبيد الطريق الطويل فيما بين كابل وآغرة، وإقامة منائر ليهتدي بها أبناء السبيل ومنازل للمسافرين والدواب. وكان بابر مولعاً بالعمارة وبلغ عدد من يستخدمهم لذلك بضع ألوف من النحاتين والبنائين ليقموا له منشآته من قصور ومساجد وحمامات ونوافير وخزانات للمياه في آغرة وسيكري وبيانه ودهولپور وگواليار وكول. ومنشآت بابر الباقية في الهندستان حتى الوقت الحاضر هي مساجده الثلاثة في پاني پت وسَنبل وحصن اللودهيين بآغرة. ويقال أنه سأل المعمار العثماني الشهير سنان أن يمده ببعض تلاميذه. وأدى حب بابر للطبيعة إلى إقامة مجموعة من البساتين والحدئق، ومنها بستان چار باغ في آغرة، وقد جلب إليه كثيراً من النباتات وأشجار الفاكهة التي لم تكن معروفة في الهند من قبل.

## الآراء والمواقف حوله ووصفه
يقول المؤرخ عبد المنعم النمر في كتابه «تاريخ الإسلام في الهند»: «وبابر يعتبر في نظر التاريخ أحد العظماء الذين يندر وجودهم لا في الناحية العسكرية فحسب، بل في كل ناحية من نواحي حياته، وهذا سر عظمته النادرة. فقد تغلب على جيوش اللودهي باثني عشر ألفاً من الجنود، برغم خيانة حاكم لاهور له بعد أن استدعاه، ثم تغلب على الجيوش الكثيرة الجرارة التي جمعها ملوك الهند الخائفين على ملكهم من الضياع، حتى استطاع أن يؤسس ملكاً إسلامياً، ازدهر أكثر من قرنين من الزمان. وكان مع نبوغه العسكري نابغة في مختلف العلوم، حتى ذكر المؤرخون عنه أنه كان حنفي المذهب مجتهداً، ألف عدة كتب في علوم مختلفة: في العروض وفي الفقه، وكتابه فيه يسمى "المبين"، كما اخترع خطاً سمي باسمه كتب به مصحفاً وأهداه إلى مكة. وكان مع ذلك أديباً رقيقاً، يقرض الشعر بالتركية والفارسية، ومن أهم آثاره التي تركها مذكراته التي كتبها بنفسه عن حياته، وقد كتبها في صراحة تتجلى فيها شجاعته النفسية أمام كثير من الحقائق التي ذكرها عن نفسه وقد كتبها باللغة التركية، ثم ترجمت إلى الفارسية، ترجمها "عبد الرحيم ميرزا خان" في عهد أكبر، ومن الفارسية إلى عدة لغات أوربية، وإن كنت لا أذكر أنها ترجمت للعربية للآن».
ويقول في وصفه: ويذكر المؤرخون عن بابر قوته الجسمية، حتى كان يستطيع حمل رجلين كل رجل بذراع، والسير بهما مسافات طويلة، وأنه عبر كل نهر صادفه، وعبر نهر گنگا في ثلاث وثلاثين ضربة بذراع، وكان مشهوراً بطول ذراعه، وكان يتسلق الجبال العالية، ويستمر على ظهر حصانه لمسافة ثمانين ميلاً، دون أن يدركه التعب، ويذكر المؤرخون مع هذا أنه كان مفرطاً في شرب الخمر، على عادة أهل زمانه، وأنه عاد إليها بعد أن أقسم على تركها عند بدء الموقعة بينه وبين جنود الهندوس المتحالفة، وكان إدمانه على الخمر مما سبب له ضعفاً عاماً في صحته في أواخر حياته القصيرة، فعجلت بشيخوخته قبل الأوان. ذكر المؤرخ "فرشته" أنه صنع حوضاً من المرمر للخمر، وكان يجلس على حافته مع ندمائه يشربون ويتبادلون الشعر، ومع ذلك يذكر أنه كان محافظاً على أداء الصلاة، لم سفته وقت منها، كما كان محافظاً على صوم الجمعة من كل أسبوع!!

## حواشٍ
معلومات:
- ^ أ: يقول أحمد الساداتي: هذا ولقب خانم معناه ابنة الخان أو زوجته، وقد حُرف هذا اللفظ إلى كلمة «هانم» الشائعة في الشرق، ونظيره لقب بيكيم أي زوجة الأمير (البك) أو ابنته؛ ولفظ بيجوم الشائع بالهند هو تحريف له.[7]

- ^ ب: وصف بابر في سيرته «بابر نامه» إقليم سمرقند وصفاً دقيقاً مفصلاً، وتحدث عن موقعه الجغرافي وما يملك من حاصلات وصناعات، وأشار إلى تاريخه وأول دخول للإسلام فيه، ومن ظهر من علماء ومشاهير البلاد ومن حكمه من آل تيمور.[14]

- ^ ت: حاول بابر أن يحمل القائد الفارسي على التوقف على العدول عن هذه المذابح إلا أنه لم يوافق. وكان مما أخذه الناس على بابر لبسه لزي الفرس العسكري.[19]

فهرست الآيات القرآنية:
- 1: القرآن الكريم، سورة يوسف آية 53.
- 2: القرآن الكريم، سورة الحديد آية 16.
- 3: القرآن الكريم، سورة الأعراف آية 23.
- 4: القرآن الكريم، سورة الأحقاف آية 15.
- 5: القرآن الكريم، سورة المائدة آية 90.
- 6: القرآن الكريم، سورة البقرة آية 181.
- 7: القرآن الكريم، سورة البقرة آية 5.
- 8: القرآن الكريم، سورة التوبة آية 52.
- 9: القرآن الكريم، سورة آل عمران آية 139.
- 10: القرآن الكريم، سورة الصف آية 13.
- 11: القرآن الكريم، سورة الفتح آية 1.
- 12: القرآن الكريم، سورة الفتح آية 3.
- 13: القرآن الكريم، سورة آل عمران آية 126.

### فهرست المراجع

#### باللغة العربية
1. 1 2 3  النمر (1981)، ص. 178.
2. ↑  الساداتي (1957)، ج. 2، ص. 328.
3. ↑  الساداتي (1957)، ج. 2، ص. 339-340.
4. ↑  الساداتي (1957)، ج. 2، ص. 349 -351.
5. ↑  الساداتي (1957)، ج. 2، ص. 353-355.
6. 1 2  الأكبرآبادي (1995)، ص. 275.
7. 1 2 3  الساداتي (1957)، ج. 2، ص. 1.
8. ↑  الحسيني (1999)، ج. 4، ص. 314.
9. ↑  نوار (1998)، ص. 512.
10. 1 2  الموجزة (د.ت)، ج. 10، ص. 158.
11. 1 2  عزام (1940)، ص. 605-606.
12. ↑  الساداتي (1957)، ج. 2، ص. 2-3.
13. ↑  الساداتي (1957)، ج. 2، ص. 3.
14. 1 2  الساداتي (1957)، ج. 2، ص. 4.
15. ↑  الساداتي (1957)، ج. 2، ص. 9.
16. ↑  الساداتي (1957)، ج. 2، ص. 5-6.
17. ↑  الساداتي (1957)، ج. 2، ص. 7-9.
18. ↑  الساداتي (1957)، ج. 2، ص. 9-10.
19. 1 2  الساداتي (1957)، ج. 2، ص. 12.
20. ↑  الساداتي (1957)، ج. 2، ص. 13-14.
21. ↑  الساداتي (1957)، ج. 2، ص. 15-16.
22. ↑  الساداتي (1957)، ج. 2، ص. 16-18.
23. ↑  الساداتي (1957)، ج. 2، ص. 18-20.
24. ↑  الساداتي (1957)، ج. 2، ص. 20-23.
25. ↑  النمر (1981)، ص. 148-150.
26. ↑  الساداتي (1957)، ج. 2، ص. 23-25.
27. ↑  الساداتي (1957)، ج. 2، ص. 27-29.
28. ↑  الساداتي (1957)، ج. 2، ص. 30-31.
29. ↑  الساداتي (1957)، ج. 2، ص. 31-34.
30. ↑  الساداتي (1957)، ج. 2، ص. 34-35.
31. ↑  الساداتي (1957)، ج. 2، ص. 36-45.
32. ↑  الساداتي (1957)، ج. 2، ص. 45-46.
33. ↑  الساداتي (1957)، ج. 2، ص. 46-48.
34. ↑  الساداتي (1957)، ج. 2، ص. 49-50.
35. 1 2  الشيال (2001)، ص. 33-34.
36. ↑  النمر (1981)، ص. 181-182.
37. ↑  الساداتي (1957)، ج. 2، ص. 75-76.
38. ↑  الساداتي (1957)، ج. 2، ص. 64-71.
39. ↑  النمر (1981)، ص. 179.
40. ↑  الساداتي (1957)، ج. 2، ص. 56-59.
41. ↑  النمر (1981)، ص. 179-180.
42. ↑  الساداتي (1957)، ج. 2، ص. 50-54.

#### بلغاتٍ أجنبيَّة
1. ↑  Isom-Verhaaren (2011), p. 58.
2. ↑  Necipoğlu (1997), p. 135.
3. 1 2  Eraly (2007), p. 18–20.
4. 1 2  Hiro (2006), p. 18.
5. ↑  Haidar (1999).
6. ↑  Lal (2005), p. 69.

### ثبت المراجع(مُرتَّبة حسب تاريخ النشر)
باللغة العربية:
- عدة مؤلفين (د.ت.)، الموسوعة المُوجزة في التاريخ الإسلامي، المكتبة الشاملة، QID:Q115914681 {{استشهاد}}: تحقق من التاريخ في: |publication-date= (مساعدة)
- عبد الوهاب محمد عزام (1940). "بابر". مجلة الرسالة. دار الرسالة ع. 353. مؤرشف من الأصل في 2022-12-28. {{استشهاد بدورية محكمة}}: تحقق من التاريخ في: |سنة= (مساعدة)
- أحمد محمود الساداتي (1959)، تاريخ المُسلمين في شبه القارَّة الهنديَّة وحضارتهم: الدولة المغوليَّة، القاهرة: مكتبة الآداب للنشر والتوزيع، ج. 2، QID:Q115912807
- عبد المنعم النمر (1981)، تاريخ الإسلام في الهند (ط. 1)، بيروت: المؤسسة الجامعية للدراسات والنشر والتوزيع، OCLC:4771140982، QID:Q115910365
- نظام الدين الأكبرآبادي (1995). المُسلمون في الهند من الفتح العربي إلى الاستعمار البريطاني. ترجمة: أحمد عبد القادر الشاذلي. القاهرة: الهيئة المصرية العامة للكتاب. ج. 1. ISBN:977-01-4329-4. QID:Q115913516.
- عبد العزيز نوار (1998). تاريخ الشُعُوب الإسلاميَّة (PDF). القاهرة: دار الفكر العربي. ISBN:977-101-115-4. OCLC:40494498. QID:Q115910703.
- عبد الحي الحسني (1999)، الإعلام بمن في تاريخ الهند من الأعلام المُسمَّى بنُزهة الخواطر وبهجة المسامع والنواظر (ط. 1)، بيروت: دار ابن حزم، OCLC:4770515796، QID:Q115914408
- جمال الدين الشيال (2001). تاريخ دولة أباطرة المغول الإسلاميَّة في الهند (PDF) (ط. 1). القاهرة: مكتبة الثقافة الدينية. ISBN:977-341-011-0. OCLC:46672560. QID:Q115912926.

بلُغاتٍ أجنبية:
- Necipoğlu, Gülru (1997), Muqarnas: An Annual on the Visual Culture of the Islamic World (بالإنجليزية), BRILL, ISBN:9004108726, Archived from the original on 2020-03-01{{استشهاد}}:  صيانة الاستشهاد: ref duplicates default (link)
- Mirza Muhammad Haidar (1999). "Silk Road". Seattle (بالإنجليزية). University of Washington. Archived from the original on 2022-12-06. Retrieved 2006-11-07. On the occasion of the birth of Babar Padishah (the son of Omar Shaikh)
- Lal, Ruby (2005). Domesticity and power in the early Mughal world (بالإنجليزية). Cambridge: Cambridge University Press. ISBN:9780521850223.{{استشهاد بكتاب}}:  صيانة الاستشهاد: ref duplicates default (link)
- Hiro, Dilip (2006). Babur Nama: Journal of Emperor Babur (بالإنجليزية). Mumbai: Penguin India. ISBN:9780144001491. Archived from the original on 2019-04-30.{{استشهاد بكتاب}}:  صيانة الاستشهاد: ref duplicates default (link)
- Eraly, Abraham (2007). Emperors Of The Peacock Throne: The Saga of the Great Moghuls (بالإنجليزية). Penguin Books Limited. ISBN:9789351180937. Archived from the original on 2020-02-28.{{استشهاد بكتاب}}:  صيانة الاستشهاد: ref duplicates default (link)
- Isom-Verhaaren, Christine (30 May 2011). Allies with the Infidel: The Ottoman and French Alliance in the Sixteenth Century (بالإنجليزية). Bloomsbury Publishing. ISBN:9780857732279. Archived from the original on 2022-12-18. Retrieved 2022-02-06.{{استشهاد بكتاب}}:  صيانة الاستشهاد: ref duplicates default (link)

## وصلات خارجية
- مؤلفات بابر في مشروع غوتنبرغ
- أعمال من إنتاج أو عن ظهير الدين بابر في مكتبات WorldCat

| ظهير الدين بابر عاهل آل تيمورولد: 14 فبراير 1483 توفي: 26 ديسمبر 1530 |                            |                        |
| ألقاب ملكية                                                           |                            |                        |
| سبقه لقب جديد                                                         | سلطان مغول الهند 1526–1530 | تبعه نصير الدين همايون |